# 東松山市
東松山市（ひがしまつやまし）は、埼玉県の中部に位置する市。1954年（昭和29年）市制施行。

## 概要
埼玉県の地理的中部に位置し県内の地域区分では西部地域（または川越比企地域）に属する。
多くの街道が集まる交通の要衝として、古くは鎌倉時代から松山城（現在の行政区域は比企郡吉見町に存在するが、市境から100m弱しか離れていない）の城下町、その後は松山陣屋の陣屋町として発展した比企地域の中心都市である。
池袋へ東武東上線・TJライナーで44分（通常の快速急行・急行列車では50分程度）という環境から東京のベッドタウンとなっている一方、周辺市町からの通勤、通学流入も大きく、昼夜間人口比率が102.6 %（令和2年国勢調査）と県内市部で最も高い中核都市となっている。
周辺の吉見町、川島町、嵐山町、滑川町、小川町、ときがわ町、東秩父村とともに比企広域市町村圏組合を組織している。
国際ウォーキング大会でアジア最大規模の「日本スリーデーマーチ」が開催される。
やきとりの街と知られ、北海道室蘭市・愛媛県今治市と並び、日本三大焼き鳥の街と言われている。
気候は太平洋式気候に属する。夏は暑い街として有名な熊谷や鳩山と隣接しており、熊谷や鳩山・その他県内の地域と同様、秩父方面からの西風フェーンと南からの温かく湿った、かつ関東南部のヒートアイランドの影響を受けた風が入るため昼は非常に暑くなる。
一方冬は内陸に位置するため朝晩は非常に冷える。また、冬型の気圧配置になると秩父颪が吹くため、風の経路となる都幾川や越辺川沿いの低地帯では風が強くなる。また、市北部の一部では赤城おろしも吹くが、比企丘陵によって風が遮られるため市のほとんどは影響を受けない。また、南岸低気圧により積雪が年に2,3回程度あり、平年の降雪量は16 cm,最深積雪は9 cmとなっている(年によって差が大きい。いずれも熊谷気象台のデータ)
人口は1990年初頭にピークに達し、2010年まで市人口におけるウェイトが高い団塊世代世帯の子供の独立などで微減状態になっていたが、最近は高坂地区やあずま町地区の宅地開発等があり微増傾向にある。また、高坂駅西口のエリアは近くに大学が多いため、20歳前後の人口が多い。

## 市勢
- 面積：65.33 km2
- 人口：89,891人（男45,219人、女44,672人）
- 外国人登録者数:1,712人（上記の人口に含まれるものの再掲）
- 世帯数:34,665世帯
- 人口密度：1379.37人 /km2（2008年4月1日現在）

| |                                          |  |
| 東松山市と全国の年齢別人口分布（2005年） | 東松山市の年齢・男女別人口分布（2005年） |  |
| ■紫色 ― 東松山市 ■緑色 ― 日本全国 | ■青色 ― 男性 ■赤色 ― 女性                |  |
| 東松山市（に相当する地域）の人口の推移 \| 1970年（昭和45年） \| 50,383人 \| \| \| 1975年（昭和50年） \| 57,684人 \| \| \| 1980年（昭和55年） \| 63,889人 \| \| \| 1985年（昭和60年） \| 70,426人 \| \| \| 1990年（平成2年） \| 84,394人 \| \| \| 1995年（平成7年） \| 93,342人 \| \| \| 2000年（平成12年） \| 92,929人 \| \| \| 2005年（平成17年） \| 91,302人 \| \| \| 2010年（平成22年） \| 90,103人 \| \| \| 2015年（平成27年） \| 91,437人 \| \| \| 2020年（令和2年） \| 91,791人 \| \| |                                          |  |
| 総務省統計局 国勢調査より |                                          |  |
| 1970年（昭和45年） | 50,383人                                 |  |
| 1975年（昭和50年） | 57,684人                                 |  |
| 1980年（昭和55年） | 63,889人                                 |  |
| 1985年（昭和60年） | 70,426人                                 |  |
| 1990年（平成2年） | 84,394人                                 |  |
| 1995年（平成7年） | 93,342人                                 |  |
| 2000年（平成12年） | 92,929人                                 |  |
| 2005年（平成17年） | 91,302人                                 |  |
| 2010年（平成22年） | 90,103人                                 |  |
| 2015年（平成27年） | 91,437人                                 |  |
| 2020年（令和2年） | 91,791人                                 |  |

2018年4月1日現在、92,025人。

## 地理
埼玉県のほぼ中央に位置しているため、埼玉のへそ宣言をしている。
- 埼玉県の東西南北端にある市町村の中心点それぞれを求め、それらをつないだ四角形の対角線の交点が市内唐子地区になることから、第25回日本スリーデーマーチにおいて坂本市長（当時）が宣言を行った。
- 「埼（さい）の彩（さい）の臍（さい）は東松山市」をキャッチコピーとして、各種事業を計画するとしている。

当市内を北緯36度線が通っている。関越自動車道の練馬起点36.4 km地点（西本宿地内）にはその旨が書かれた標識が設置されており、アメリカ合衆国のラスベガスや、イランの首都テヘランと同緯度であることが表記されている。

### 地形
市内中央部から西部にかけて東松山台地、南部には高坂台地が広がり、両台地上には東武東上線の駅があることもあり市街地や住宅地が多いほか、北部は比企丘陵、南西部は岩殿丘陵の東端部に当たりその立地を活かした住宅団地が多いようである。また、岩殿丘陵の一部である坂東山地区では工業団地としての誘致が進んでいる。都幾川・越辺川・市野川流域周辺は低地となっており田園風景が広がっている。
当市は歴史的に台地上に市街地が広がって発展してきた街で、台地にある東松山駅や高坂駅周辺は水害とはほとんど無縁だが、高度成長期以降は東京のベッドタウン化進行で、郊外の低地での宅地化が進み、市野川沿いの低地にある住宅地区では水害が起きていたため、浸水対策として1996年に市野川雨水ポンプ場が完成し、水害は激減した。また、2019年に都幾川沿いの低地にある住宅地区で大規模な水害が起きたため、今後は国の事業として貯水容量約300万トンという大規模な（仮称）都幾川遊水地の整備、県の事業として九十九川の排水機場整備と調整池整備が行われる予定である。
- 一級河川
  - 都幾川
    - 県管理区間：月田橋 - 鞍掛橋 - 神戸大橋 - 稲荷橋 - 関越道 都幾川橋 - (管理境界)
    - 国管理区間：(管理境界) - 関越道都幾川橋 - 唐子橋 - 東武東上線都幾川橋梁 - 東松山橋 - 新東松山橋 - 高野橋 - 早俣橋

  - 越辺川
    - 国管理区間：越辺川橋 - 樋の口橋 - 東武東上線越辺川橋梁 - 高坂橋 - 島田橋
- 一級河川（県管理）
  - 和田吉野川
  - 和田川
  - 九頭龍川
  - 角川
  - 滑川：上橋 - 中橋 - 野田橋 - 前川橋 - 松平橋 - 東松平橋 - 向台橋 - 不動橋
  - 市野川：境橋 - 弁天橋 - 市の川橋 - 市松橋 - 簗瀬橋 - 一本松橋 - 天神橋 - 市野川橋
  - 新江川
  - 九十九川：中里橋 - 九十九橋 - 九十九橋(市道80号線) - 新九十九橋
- 準用河川
  - 新福川
  - 月中川
  - 柳沢川
  - 毛塚川
- 普通河川
  - 児沢
- 湖沼 - 上沼、下沼、西明寺沼、天皇沼、弁天沼、五領沼、中丸沼、地獄坊沼、呉器沼、入山沼、関根沼、長戸呂沼、大沼、薬師寺沼

### 標高
市内の標高は135m～13mである。
最も高い場所は岩殿丘陵の物見山三角点が135m、比企丘陵の市内区域では川越カントリークラブ内に84.6mの三角点がある。逆に都幾川・越辺川・市野川周辺部の標高は低く、下流である南東方向に行くほど顕著になり川島町境界の梅ノ木古凍貯水池西側に13mの標高点がある。東松山駅や高坂駅は台地にあるため30m台となっている。
- 物見山付近（大字岩殿）：135m
- 国道254号 上唐子(北)交差点付近（大字上唐子）：65m
- 国道407号 東平(北)交差点付近（大字東平）：44m
- 青鳥交差点付近（大字石橋）：41m
- 高坂丘陵地区センター付近（松風台）：39m
- 東松山駅付近（箭弓町）：34m
- 高坂駅付近（元宿）：32m
- 東松山インター前交差点付近（大字石橋）：28m
- ピオニウォーク東松山付近（あずま町）：21m
- 国道407号 新宿小(南)交差点付近：16m
- 国道254号 川島町境界付近（大字古凍）：15m

### 隣接している自治体との関係
- 坂戸市
当市の南側と接し、東上線や国道407号などによって接続されており、また当市と接している部分が多いことから往来は多く、国道407号での市境である高坂橋は道路混雑の激しい地点となっている。特に南部の高坂地区との交流が深く、日常の生活圏とする人も多いのも特徴である。
- 熊谷市
当市の北側に接する。元々は北端部にわずかに接しているのみだったが、大里郡大里町や江南町が熊谷市と合併したことによって接する部分が大きく増えた。 古くから川越城下と中山道（熊谷宿）を結ぶ脇道が当市を経由しており、現在でも主に国道407号を通して往来が多い。両市を結ぶ国際十王交通の路線バスも頻繁に(1時間に3本程度)運行されている。 一方で市街地が非連続(途中は比企丘陵地帯)で10 km以上離れており、熊谷は北部の中心都市、東松山は比企地域の中心都市として独立していること、また埼玉県では同じ鉄道路線沿線が生活圏になりやすいため、生活圏の結びつきはやや弱い。

- 比企郡滑川町
当市の北西と接し、比企郡に属する。武蔵丘陵森林公園を有する。東武東上線や埼玉県道47号深谷東松山線、国道254号などによって接続されている。特に南部(森林公園駅周辺)は市街地が連続しており、東松山工業団地が市境をまたがっていること、関越自動車道東松山ICも市境から近いため当市との結びつきも非常に強い。また、市内唐子地区は東松山駅より滑川町内の森林公園駅・つきのわ駅に近い場所も存在する。

- 比企郡吉見町
当市の東側と接し、比企郡に属する。埼玉県道27号東松山鴻巣線などによって接続されている。吉見町には鳩山町や川島町と同様に鉄道路線・駅がなく、鴻巣駅と東松山駅を町内中央を東西に横断して結ぶ川越観光自動車の路線バスが1時間に2〜3本程度運行されている(他に鴻巣駅と川越駅を町内と川島町を経由するバスがあるが、1日数本である)。そのため生活圏の結びつきが強い。松山城や吉見百穴は吉見町にあるが市境に近く、当市と歴史上の接点も多い。

- 比企郡鳩山町
当市の南西と接し、比企郡に属する。吉見町や川島町同様鉄に道路線・駅がなく、高坂駅発着の路線バスが3本と多いため当市との結びつきが強い[5]。特に結びつきが強いのは高坂駅周辺[6]であり、東松山駅発着の路線はないため中心市街地との結びつきは弱く両極端である。なお、高坂駅発着の路線バスは市内の化石と自然の体験館・葛袋産業団地を経由し越生駅行き(本数は1日数本と少ない)、こども動物自然公園・平和資料館・山村学園短期大学を経由し鳩山ニュータウン行き(1時間に4本程度)、大東文化大学緑山キャンパス・高坂ニュータウンを経由し東京電機大学行き(1時間に2〜3本程度)がある。

- 比企郡川島町
当市の南東と接し、比企郡に属する。吉見町や鳩山町と同様鉄道路線・駅が無く、東松山駅、鴻巣駅、川越駅などへの路線バスがある[7]。当市との移動は主に(路線バス含め)国道254号を利用することとなるが、街の中心地が10 km程度離れていることに加え、川越市は人口35万人前後と当市より発展した都市であるためその中で顕著に川越市との結びつきが強く、当市とは比較的弱い。また、鳩山町や吉見町と違い、直接川島町に向かう路線バスは1日数本と本数が少ない。そのため隣接した自治体であるものの自家用車以外だとアクセスが非常に悪い[8]。

- 比企郡嵐山町
当市の西側と接し、比企郡に属する。滑川町同様、主に東武東上線や国道254号によって接続されている。当市とは南部の武蔵嵐山駅周辺と結びつきが強い[9]。買物などで当市との結びつきが強いとされてきたが、最近では国道254号バイパス沿いに郊外店が進出している。
- その他
当市は、人口の10%以上が東京都内へ通勤通学する東京都市圏に属している。また、埼玉県が公表している県内市町村への通勤通学状況によれば、当市から東京都内以外に5 %以上が通勤通学している市町村は川越市のみとなっている[10]。

## 歴史
現在の市の中心部にあたる地域は市制施行前まで松山町と呼ばれ、元を辿れば1333年に上杉氏麾下の上田友直によって築城されたとされる松山城の城下町として発展した街である。城下町時代は松山城大手門に至る、鴻巣道沿いの現在の松本町から本町あたりが最も賑やかだったそうである。このあたり松山新宿と呼ばれていた一方、街道筋にあたる本町から材木町のあたりは松山本郷と呼ばれていた。また、現在の本町1丁目交差点は札の辻と呼ばれ高札場が設けられていた。室町時代から戦国時代にかけて扇谷上杉氏が松山城一帯を支配するが、上杉朝定が川越夜戦で敗死すると、松山一帯は北条氏の領土となった。
徳川家康が関東入国すると、松山城には松平家広が入城し松山藩を立藩した。近代的な城郭都市に発展する可能性も潜めていたが、家広の跡を継いだ松平忠頼が浜松城に移封となると松山城は廃城となった。廃城後、この地域は最終的に川越藩の藩領となり、城に近い松山新宿は次第に廃れ、現在の市街地に当たる松山本郷が町の中心になっていったとされる。
江戸時代には、江戸幕府によって五街道と脇往還といった主要道路の整備が進められ、当市域でも、八王子から日光に至る日光脇往還道の宿場として松山宿と高坂宿が八王子千人同心によって整備され、また江戸から上州に至る川越児玉往還（川越道）の宿場として高坂宿が江戸幕府・川越藩合同によって整備された。
幕末になると、川越藩・川越城主である松平直克が前橋城に居城を移転し前橋藩となると、飛び地となった比企郡・高麗郡・入間郡・埼玉郡周辺のおよそ6万石の統治を行うために、1867年に松山陣屋が設置され、武家やその関係者、家族らの移住によって人口が2倍近くに増え、現在の埼玉県域でも有数の人口を持つ町奉行が管轄する町となった。しかし、幕末という事もあってわずか5年足らずで廃藩置県を迎える事になった。
明治時代になると、入間県、熊谷県を経て埼玉県域となり、市域では主に「士族授産」事業として旧松山陣屋士族が中心となって松山製糸工場（後の日本シルク）など工場や銀行などの企業が起こされていった。
交通機関では、1903年には松山町を経由する東上鉄道（現：東武東上本線）が計画され、1923年に武州松山駅まで開通。市域には高坂駅・武州松山駅（現：東松山駅）の2つの駅が設置されるなど、交通網も整えられていった。
第二次世界大戦中には、唐子地区(今の東松山工業団地)に陸軍松山飛行場が建設され、また隣接する吉見町の吉見百穴近辺では中島飛行機（現・富士重工業）の地下工場が建設され、市域に工事関係者が多く集まるなど軍事色が濃い町ともなった(なお、松山飛行場は完成前に終戦となったため利用されたり戦闘機が飛び立つことは無かった)。
1954年7月1日、埼玉県下12番目（現在の市の数は40市）、県内の東上線沿線では川越市に次いで2番目の市として市制施行を行い、東松山市となった。
高度成長期になると東京のベッドタウンとして交通の便がよい東松山駅や高坂駅周辺を中心に人口が増加した。高坂ニュータウンや東松山マイタウンに代表されるような住宅団地が次々と造成された。
1954年9月13日、市章を制定する。
1975年8月8日には、関越自動車道川越IC-東松山IC間が開通し、交通・物流の拠点地点化が進む。

### 市町村合併
明治の大合併
1889年4月1日に行われた明治の大合併により、当市域では以下の枠組みで合併となった。
- 松山町（松山町、市ノ川村、野田村、東平村(旧:平村)）
- 大岡村（大谷村、岡郷） - 合併当初は市ノ川村、野田村、東平村も大岡村となったが離脱して松山町に編入された
- 高坂村（高坂村、早俣村、正代村、宮鼻村、毛塚村、田木村、西本宿村(旧:本宿村)、岩殿村）
- 唐子村（上唐子村、下唐子村、神戸村、葛袋村、石橋村）
- 野本村（下野本村、上野本村、柏崎村、古凍村、今泉村、下青鳥村、上押垂村、下押垂村）

※ 平村は現在の比企郡ときがわ町西平にあった同名の比企郡平村と区別するためにそれぞれ東平村・西平村となり、本宿村は現在の川越市東本宿にあった同名の比企郡本宿村と区別するためにそれぞれ西本宿村・東本宿村となったものである。
昭和の大合併
1954年7月1日に比企郡松山町・大岡村・唐子村・高坂村・野本村が合併し、東松山市となる。
- 市名の由来は、地域の中心である松山町から採られたものであり、当初は「松山市」とする予定であった。松山市の呼称は先行して市制施行していた愛媛県松山市が既に使用していたものの、これ以前に福岡県遠賀郡若松町（現・福岡県北九州市若松区）が同名の福島県若松市（現・福島県会津若松市）がありながら、同一の市名である若松市を申請し認められた例があった。また、1954年3月31日に広島県府中市、同年4月1日に東京都府中市が相次いで成立し、同一名の市が誕生していた。
- こうした先行事例をふまえ、同名の「松山市」を市名として申請したが自治省はこれを認めず、愛媛県松山市に対して東の松山市という意味で「東松山市」とした。この後、自治省により同一の市名は認可しない旨の通知がなされ、東久留米市・東大和市（ともに東京都）、北広島市（北海道）、京田辺市（京都府）など同様の命名法による市名が出来る端緒となった[注 2]。
- このような経緯から、現在でも当市内には、松山・松山町といった地名や、埼玉県立松山高等学校・埼玉県立松山女子高等学校・松山神社のような施設名など、“東”を冠さない名称が残るほか、当市・その周辺では当市のことを慣習的に「松山」と呼ぶ人が高齢者を中心にいる。

平成の大合併
平成の大合併ブームの中、当初は比企広域市町村圏組合構成全10市町村での合併を構想。2003年に、比企郡川島町・比企郡鳩山町を除く8市町村で任意の合併協議会が設けられたが、協議が難航し解散。その後、隣接する比企郡吉見町と法定合併協議会を設置するも、新市名をはじめとする様々な分野で条件が折り合わず、東松山市議会による離脱決議を受けて解散し、協議は終了する。
2006年、秩父郡東秩父村との飛び地合併について一部報道機関により報じられたこともあったが、当市を当事者とする市町村合併に関する協議は、公的な形では行われていない。
- 比企地区8市町村合併
  - 2003年3月3日 比企地区任意合併協議会設置（当市・比企郡滑川町・比企郡嵐山町・比企郡小川町・比企郡都幾川村・比企郡玉川村・比企郡吉見町・秩父郡東秩父村）
  - 2003年4月1日 協議会事務局設置（東松山市役所内）
  - 2003年5月21日 第4回協議会において、比企地区任意合併協議会解散を決定
- 東松山市・吉見町合併
  - 2003年9月24日 『東松山市と吉見町の合併推進に関する決議』（市議会）
  - 2003年12月1日 東松山市・吉見町合併協議会（法定）設置・同日事務局設置（東松山市役所内）
  - 2004年9月14日 東松山市議会において「東松山市・吉見町合併協議会からの離脱に関する決議」を議決（全会一致）
  - 2004年9月15日 第13回協議会において、東松山市・吉見町合併協議会解散を決定
  - 2004年10月31日 合併協議会廃止
- 東松山市・東秩父村飛び地合併
  - 2006年 東秩父村が当市との飛び地合併を考えていると報道される。
  - 2008年4月23日 東秩父村議会が当市との飛び地合併の考えをまとめ、当市への編入合併推進特別委員会を発足
- 3市町村合併
  - 2008年7月7日 東松山、滑川、東秩父の3市町村議で比企地域合併推進議員連絡協議会を8月22日に設置する方針を決めた。
  - 2009年9月17日 東松山、滑川、東秩父の比企地域合併推進議員連絡協議会を解散決定。

## 行政
- 市長：森田光一（2010年8月5日就任、4期目）

### 歴代市長
| 代   | 氏名       | 就任日       | 退任日       |                                |
| ---- | ---------- | ------------ | ------------ | ------------------------------ |
| 初代 | 田中実     | 1954年7月1日 | 1958年8月4日 |                                |
| 2代  | 中里勇吉   | 1958年8月5日 | 1974年8月4日 | 千葉県出身。                   |
| 3代  | 芝崎亨     | 1974年8月5日 | 1994年8月4日 |                                |
| 4代  | 坂本祐之輔 | 1994年8月5日 | 2010年8月4日 | 正しくは「祐」は旧体字（示右） |
| 5代  | 森田光一   | 2010年8月5日 | 現職         |                                |

### 行政機構
2021年4月1日現在、職員数は812名（特別職・再任職員含む）。
行政職組織（議会、市民病院事務部等を含む）11部・45課、医療職組織2部・16科。
- 市長
  - 副市長
    - 秘書室
    - 総務部
    - 政策財政部
    - 環境産業部
    - 市民生活部
    - 健康福祉部
    - 都市計画部
    - 建設部
    - 学校教育部
    - 生涯学習部
    - 子ども家庭部

  - 会計管理者
  - 市民病院
    - 診療部
    - 看護部
    - 事務部

  - 教育委員会
    - 教育部

  - 議会事務局
  - 農業委員会事務局
  - 監査委員事務局
  - 公平委員会事務局（監査委員事務局と兼務）
  - 選挙管理委員会

### 主な市の施設
- 東松山市役所
- 東松山市総合会館
- 市民活動センター（平野・大岡・唐子・高坂・高坂丘陵・松山・野本の7施設）
- 東松山市環境センター
- きらめき市民大学
- 東松山市クリーンセンター
- 東松山市民病院
- 東松山市民文化センター
- 水道庁舎
- 市野川浄化センター（公共下水道終末処理施設）
- 高坂浄化センター（公共下水道終末処理施設）
- ひがしまつやま市総合福祉エリア
- 東松山市子育て支援センター・ソーレ
- 東松山市子育て支援センター・マーレ

### 主な専用運動施設
- 東松山陸上競技場
- 東松山サッカー場
- 東松山野球場
- 中原球場
- 千年谷公園野球場
- 東松山庭球場
- 東松山庭球場中原コート
- 新郷公園庭球場
- 千年谷公園庭球場
- 箭弓庭球場
- 東松山武道場
- 東松山弓道場
- 東松山市民体育館
- 南地区体育館
- 北地区体育館
- 唐子地区体育館
- 岩鼻運動公園
- 駒形公園
- 都幾川リバーサイドパーク
- 埼玉県こども動物自然公園園外施設 散策路・クロスカントリーコース

### 国の行政機関
- 法務省さいたま地方法務局東松山支局
- 東松山税務署
- 厚生労働省川越公共職業安定所東松山出張所（ハローワーク東松山）
- 国土交通省関東地方整備局荒川上流河川事務所越辺川出張所
- 東松山公証役場

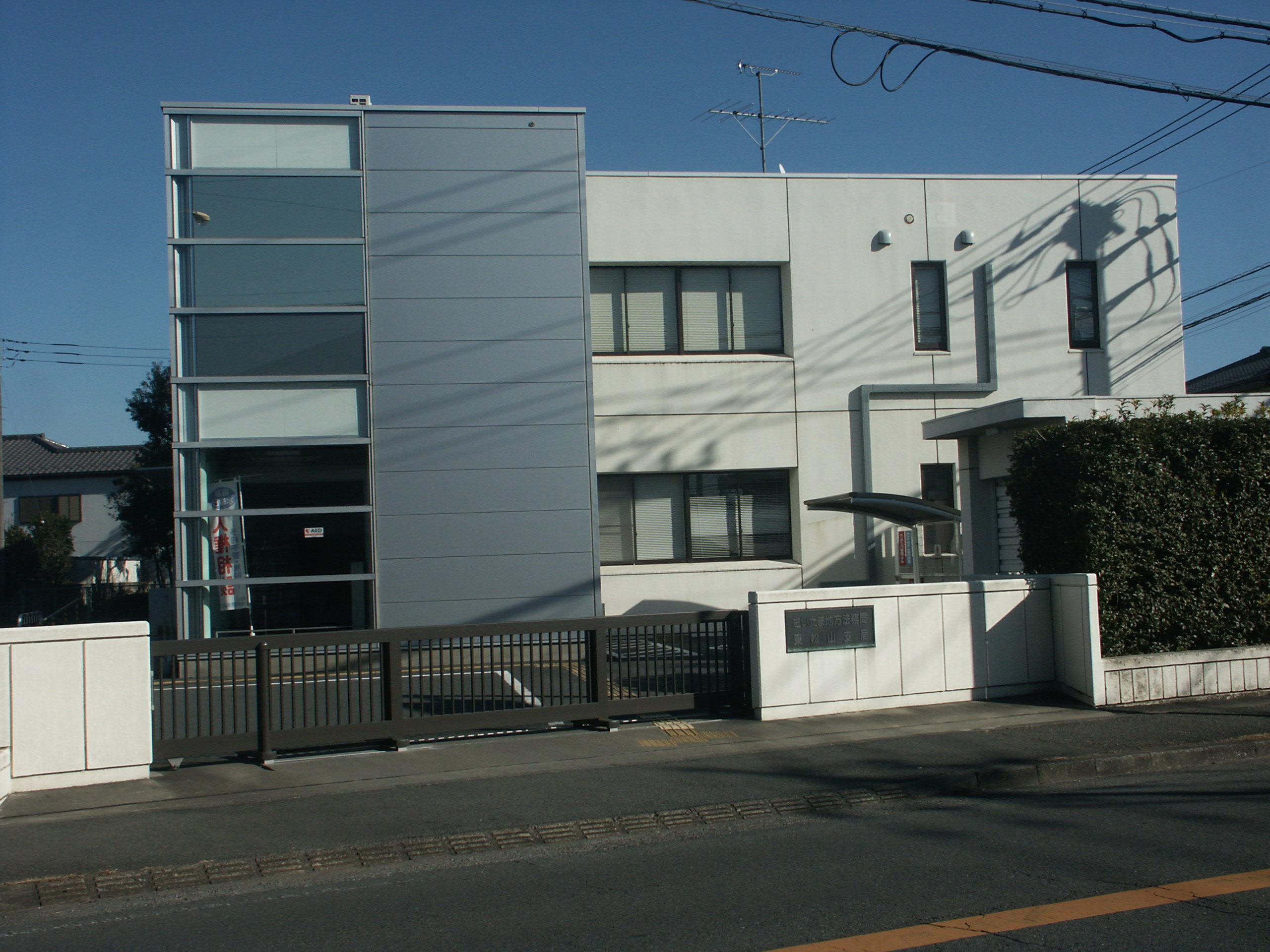
さいたま地方法務局東松山支局

### 県の行政機関

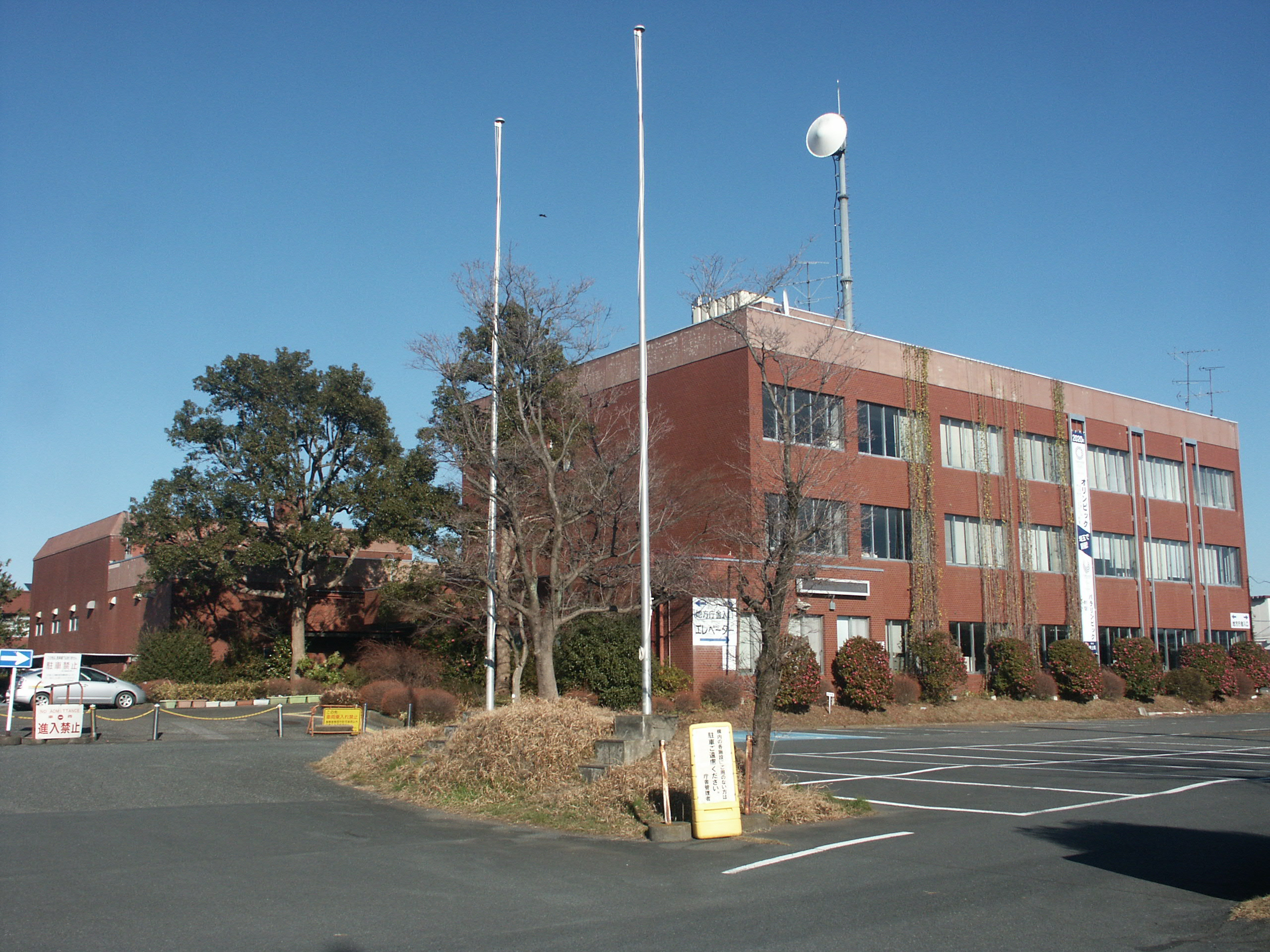
東松山地方庁舎
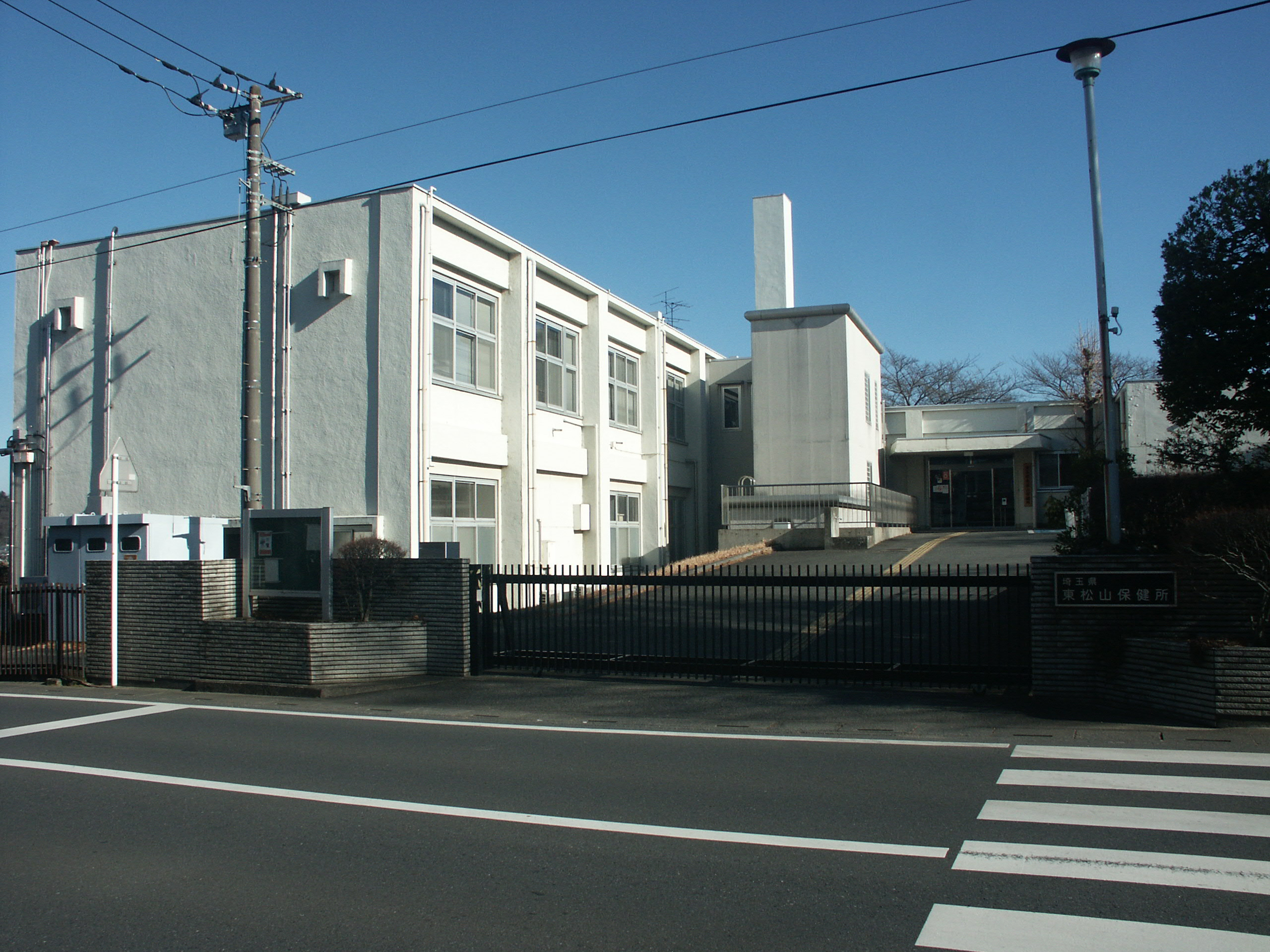
東松山保健所
  - 川越比企地域振興センター東松山事務所
  - 東松山県税事務所
  - 東松山環境管理事務所
  - 東松山農林振興センター
  - 西部教育事務所東松山分室
- 東松山県土整備事務所
- 川越建築安全センター東松山駐在
- 東松山保健所

- 埼玉県東松山地方庁舎
- 東松山保健所

- 埼玉県警察東松山警察署
  - 東松山駅前交番
  - 高坂駅前交番
  - 高坂駅前交番高坂西派遣所
  - 大岡交番
  - 唐子駐在所
  - 野本駐在所

### 比企広域市町村圏組合の施設
- 東松山斎場
- 比企広域消防本部
  - 消防署（東松山消防署）
    - 消防分署（松山北・高坂）

### 再開発・土地区画整理事業

#### 整備計画
- 東松山駅周辺整備計画
当市が1997年より事業中の、東松山駅東口とその周辺の再開発事業。2001年度より工事が開始され、2010年春に完成。旧バス車庫や、ぼたん通りの東西には民間資本によって2つの再開発ビルが建設される計画だったが、西側は不景気による業務不振を理由に業者が計画から撤退したため、暫定的に公園と駐車場として整備された後、2019年にアパホテルが建設された。その他、埼玉県道249号東松山停車場線（東松山駅東口-東松山駅入口交差点）を13mから22mに拡幅、また東松山駅前を南北に縦貫する「都市計画道路松山第一小学校通線」（神明町-箭弓町）を現在の一方通行から22mへ拡幅する工事などが将来予定されている。
- 市の川周辺地区整備計画
市の川特定土地区画整理事業地内を含めた55haの地域に、良好な住宅地を供給し地域内の福祉施設や教育施設と連携しながら整備を行う事として2006年度に事業化された。当市が施行し、まちづくり交付金の助成を受けている。

#### 事業中の土地区画整理事業
- 市の川特定土地区画整理事業（東松山市市の川特定土地区画整理組合/1991年-事業中）
市の川土地区画整理組合が施行中の26.1ha区画整理事業。当市街地を迂回する環状道路の1つである都市計画道路市の川通線を中心に良好な住宅地を供給することを目的として造成されている。
- 高坂駅東口第一土地区画整理事業（東松山市/1994年-事業中）
市が1994年度-2018年度目処に、事業中の高坂駅東口とその周辺70.8haの土地区画整理事業。隣接地域には高坂駅東口第二地区特定土地区画整理事業が行われているため、それに合わせた東口駅前広場の設置や、高坂駅と第二地区を結ぶ都市計画道路高坂駅前通線や高済寺前通線の拡幅、高坂駅東口周辺への商業集積などが中心に計画されている。
- 第一土地区画整理事業（計画中）
松葉町3,4丁目、美土里町区域の土地区画整理事業。

#### 事業完了した土地区画整理事業
- 東部土地区画整理事業（東松山市/1971年-1978年）
- 高坂丘陵土地区画整理事業（住宅・都市整備公団/1977年-1987年）
- 中部第一特定土地区画整理事業（東松山市中部第一特定土地区画整理組合/1980年-1987年）
- 東平第一特定土地区画整理事業（東松山市東平第一特定土地区画整理組合/1980年-1987年）
- 高坂駅西口土地区画整理事業（東松山市/1981年-1990年）
- 松本町土地区画整理事業（東松山市松本町土地区画整理組合/1991年-1999年）
- 箭弓町三丁目土地区画整理事業（東松山市/1991年-2006年）
- 高坂駅東口第二特定土地区画整理事業（都市再生機構/2001年-2013年）
- 葛袋土地区画整理事業（東松山葛袋開発株式会社/2012年-2014年）
- 藤曲土地区画整理事業（藤曲他地区開発共同企業体/2015年-2016年）

#### その他
以下の区画整理事業は、地域住民の反対や事業が長期に渡ることなどから凍結・休止された。
- 和泉町区画整理事業（東松山市/1993年-事業凍結）
- 松葉町一丁目区画整理事業（東松山市/1996年-事業休止）

## 議会

### 埼玉県議会
2019年埼玉県議会議員選挙
- 選挙区：西第12区東松山市・川島町・吉見町選挙区
- 定数：2人
- 任期：2019年4月30日 - 2023年4月29日
- 執行日：2019年4月7日

| 候補者名 | 当落 | 年齢 | 党派名     | 新旧別 | 得票数 |
| -------- | ---- | ---- | ---------- | ------ | ------ |
| 松坂喜浩 | 当   | 58   | 無所属     | 現     | 無投票 |
| 横川雅也 | 当   | 39   | 自由民主党 | 現     | 無投票 |

### 衆議院
- 選挙区：埼玉10区（東松山市、坂戸市、鶴ヶ島市、比企郡）
- 投票日：2024年10月27日
- 当日有権者数：325,087人
- 投票率：53.37％

| 当落 | 候補者名   | 年齢 | 所属党派   | 新旧別 | 得票数   | 重複 |
| ---- | ---------- | ---- | ---------- | ------ | -------- | ---- |
| 当   | 坂本祐之輔 | 69   | 立憲民主党 | 前     | 97,591票 | ○    |
|      | 山口晋     | 41   | 自由民主党 | 前     | 67,764票 | ○    |

## 経済

### 企業
当市では、明治維新直後から旧松山陣屋士族によって松山製糸工場（現：日本シルク）に代表されるような企業が盛んに起こされた。重工業の進出は1940年（昭和15年）にヂーゼル機器（現：ボッシュ）が当市に同社初の工場を設置したことに始まる。現在においてもボッシュ東松山工場は同社の日本国内における中心的な工場で、この工場の誕生によって自動車機器（現：ボッシュに統合）などのボッシュ関連会社が市内に多く設置され、当市の経済に大きく関わることになった。
高度成長期以降、1975年に関越自動車道東松山インターチェンジが開通し、新郷地区に東松山工業団地が造成されるなど、交通アクセスを生かした工場の進出が進んだ。当市は埼玉県のほぼ真ん中で県内各地に向かう幹線道路が集まる場所であり、また広域アクセスにおいても関越自動車道に加え、首都圏中央連絡自動車道（圏央道）に近いことから、近年では物流拠点として開設する企業が目立っており、2014年に完成した葛袋産業団地（坂東山）の分譲が好評だったことから、さらに今後5年間で石橋、松山、宮鼻、大谷地区に工業団地を新設すると発表した。

#### 本社を置く主な企業
- 伊田テクノス（ゼネコン）
- ジャパンカーゴ（すかいらーくグループ物流輸送）
- 松栄ガス（都市ガス供給）
- 東松山ケーブルテレビ（ケーブルテレビ局）
- 野口精機（精密部品）
- 関口産業（自動車部品）
- マミーマート（スーパーマーケット） - 登記上の本店。実質的な本社機能はさいたま市

#### 拠点を置く主な企業
- ボッシュ東松山工場（旧：ゼクセル松山工場→ボッシュ東松山第一工場）
  - 東松山第二工場（旧自動車機器）は閉鎖された。
- 日本製紙ケミカル営業本部 東松山事業所
- 大倉工業埼玉工場、東松山製版工場
- ジオスター東松山工場
- ヤマト運輸東松山主管支店（旧:西埼玉主管支店）
  - ヤマト運輸西埼玉ベース店
  - ヤマト運輸西埼玉物流システム支店
- 日本トランスシティ東松山営業所
- ジェービーエス東松山センター（ビックカメラグループ埼玉物流センター）
- 王将フードサービス東松山工場
- 日本赤十字社関東甲信越ブロック血液センター埼玉製造所
- アキム 本社工場

#### 東松山工業団地
- ヱスビー食品東松山工場
- すかいらーく東松山工場
- ブリヂストンフローテック東松山工場
- オーネックス東松山工場
- 大口製本印刷東松山工場
- マサル工業東松山工場

#### 東松山葛袋産業団地
- SGリアルティ東松山 - 佐川グループとしては国内2番目の大きさ
  - 佐川急便東松山SRC
  - 佐川急便東松山営業所
- しまむら東松山商品センター - しまむらの物流センターとしては最大規模
- ヤオコー東松山デリカ・生鮮センター
- 日世東松山工場

#### 藤曲産業団地
- プロロジスパーク東松山
- タグチ工業
- 東和アークス東松山工場・石油部

### 商業
古くから比企地方の中心都市として商業が栄えた土地で、スーパーマーケット「マミーマート」は当地で創業した八百清が発祥である。また、比企郡小川町で発祥した「ファッションセンターしまむら」のチェーン1号店や、「日本マクドナルド」の社員フランチャイズ1号店があった。このように市内からチェーン展開が始まった企業も多く、東松山商圏を形成している。また、市外への買い物先は川越市や東京都内（池袋）といった東武東上線によって結ばれている都市が主にあげられる。
東松山駅周辺
東松山駅東口から市役所周辺にかけての地区は商業施設や商店街が密集しており当市の中心地区となっているエリアである。商店街もぼたん通り商店街・陣屋通り商店街（旧まるひろ通り商店街）・材木町商店街・一番街商店街と数多く存在している。近年では買い物環境の変化により、かつては市内で一番賑やかだった材木町周辺の商店街は衰退しつつあり、より東松山駅に近いエリアに集約される傾向がある。
高坂駅周辺
高坂駅西口周辺においては周辺大学に通学する学生人口が多いことから単身者向けの店舗が多い傾向にある。学生は自動車を所有してない割合が高い事から郊外店の影響を受けにくい傾向にあり、高坂駅西口周辺が学生街としての独特の商圏を形成する結果となっている。
ロードサイド型郊外店
市内では国道407号東松山バイパス沿い周辺にロードサイド型店舗が集積している。特に小松原町〜新宿町にかけての区間、及び、あずま町周辺などに集中する。現在その代表的存在ともいえるのは2010年にオープンした『ピオニウォーク東松山』で、120店以上の店舗で構成される埼玉県中部地域最大規模のリージョナル型（広域型）ショッピングモールとして、市内外から人が集まる場所となっている。

#### 主な商業施設
大型ショッピングモール
- ピオニウォーク東松山（あずま町）

複合商業施設
- ビバモール東松山（神明町）
- ライフガーデン東松山（あずま町）
- シルピア（松葉町）

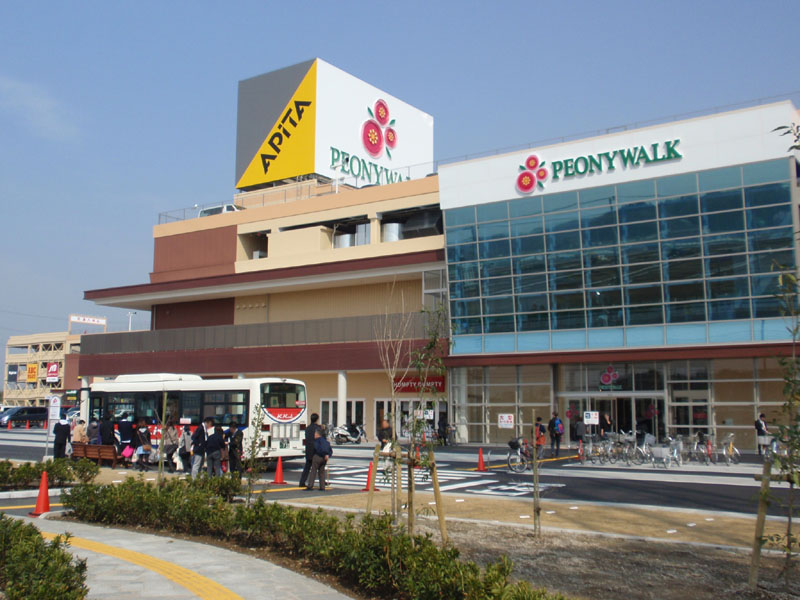
ピオニウォーク東松山

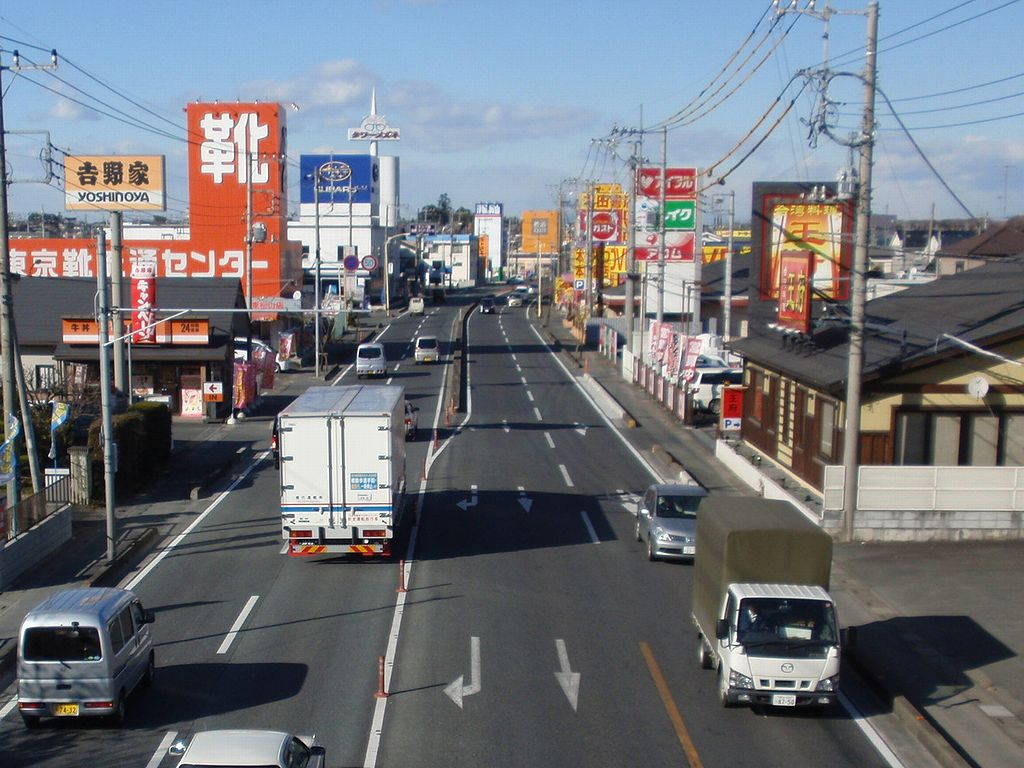
国道407号沿道のロードサイド店

- 関越自動車道 高坂サービスエリア（大字田木）

総合スーパー
- アピタ東松山店（あずま町、ピオニウォーク内）
- 西友東松山店（小松原町）2025年8月31日で閉店[16]

食品スーパー
- マミーマート：1店
- マミープラス：4店
- 生鮮市場TOP：1店
- ヤオコー：2店
- ベルク：3店
- フードスクエアカスミ：1店

ディスカウントストア
- MEGAドン・キホーテ
- 業務スーパー
- ジェーソン

家電量販店
- ケーズデンキ
- ヤマダ電機

ホームセンター
- カインズ
- セキチュー
- スーパービバホーム

#### 商店街
- ぼたん通り商店街
- 陣屋通り商店街（旧まるひろ通り商店街）[15]
- 材木町商店街
- 一番街商店街

#### 商業団体
- 東松山逸品の会

### 映画館
1960年頃に市内には「松山映画劇場」（松映）と「松山銀映劇場」（銀映）の2つの映画館があり、松映は近接では唯一の新作映画が上映されており、1990年頃建て替えられ「東松山シネママリオン」と改称、東武東上線沿線では池袋・川越と並んで従来型映画館が残る街であったが、単館映画館だったこともありシネコンブームの波に押され2004年頃に閉館した。一方の銀映は芝居小屋だった松林座が発祥で、晩年は映画館となりB級映画や型落ち作品が主に上映されていたが1961年に火事で焼失し閉館した。
現在の最寄り映画館は車・交通機関共に若葉駅そばのワカバウォークにあるユナイテッドシネマわかば(鶴ヶ島市)である。
その他近隣では距離順にこうのすシネマ(鴻巣市)、熊谷市のシネティアラ21(熊谷駅直結)とイオンシネマ熊谷などがある。

### 金融機関
かつては旧協和銀行、旧埼玉銀行、旧さくら銀行（太陽神戸銀行時代から存在）、旧西武信用組合、旧小川信用金庫もあった。旧協和銀行は旧埼玉銀行との合併に伴いあさひ銀行となった後、窓口業務は旧あさひ銀行東松山支店（現・埼玉りそな銀行東松山支店）と、旧あさひ銀行東松山駅前支店と２行あったが、東松山支店に統合された後、東松山駅前支店の建物は残り埼玉りそな銀行のATMコーナーとして利用されていたが、東松山駅構内にATMが設置されたため現在はATMは撤去され建物だけが残されている。
また旧さくら銀行東松山支店は1998年に旧あさひ銀行に事業譲渡して閉店後、跡地は公園となっている。
旧西武信用組合は神明町に支店があったが、経営破綻により解散した1999年に業務を旧あさひ銀行東松山支店が継承し、支店施設は売却された。
埼玉縣信用金庫東松山支店は以前東松山駅西口にあったが、旧小川信用金庫から営業譲渡を受けた後、小川信用金庫東松山支店の建物であった場所（丸広百貨店東松山店前）に移転している。
銀行
- 埼玉りそな銀行
- 武蔵野銀行（2店）
- 東和銀行（4店）
- 三菱UFJ銀行（支店名のみで所在地は川越市）

信用金庫
- 埼玉縣信用金庫

労働金庫
- 中央労働金庫

証券会社
- 水戸証券
- むさし証券

### 農業
- 埼玉中央農業協同組合 本店ほか

## 姉妹都市・提携都市
国内
- 宮城県東松島市 - 2015年（平成27年）11月7日友好都市提携
- 埼玉県和光市 - 2012年（平成24年）9月28日「災害時における相互応援協定」締結

海外
- ナイメーヘン市（オランダ王国ヘルダーラント州）
1996年7月17日姉妹都市提携（世界最大規模のウォーキング大会「ナイメーヘン国際フォーデーマーチ」の開催地）
- 原州市（大韓民国江原特別自治道）  　2007年11月1日友好都市提携

## 地域

### 町丁
- 松山地区
  - 本町一丁目・二丁目
  - 神明町一丁目・二丁目
  - 箭弓町一丁目 - 三丁目
  - 材木町
  - 松葉町一丁目 - 四丁目
  - 日吉町
  - 加美町
  - 松本町一丁目・二丁目
  - 松山町一丁目 - 三丁目
  - 御茶山町
  - 六反町
  - 六軒町
  - 五領町
  - 新宿町
  - 山崎町
  - 小松原町
  - 砂田町
  - 仲田町
  - 大字松山
  - 大字市ノ川

- 平野地区
  - 沢口町
  - 殿山町
  - 大字東平
  - 大字野田

- 大岡地区
  - 大字大谷
  - 大字岡

- 唐子地区
  - 坂東山
  - 大字下唐子
  - 大字石橋
  - 大字葛袋
  - 大字神戸
  - 大字上唐子
  - 大字新郷

- 高坂地区
  - 元宿一丁目・二丁目
  - あずま町一丁目 - 四丁目
  - 高坂一丁目 - 七丁目（町名）
  - 大字高坂
  - 大字早俣
  - 大字正代
  - 大字宮鼻
  - 大字毛塚
  - 大字田木
  - 大字岩殿
  - 大字西本宿
  - 大字大黒部
  - 大字島田

- 高坂丘陵地区
  - 桜山台
  - 白山台
  - 旗立台
  - 松風台

- 野本地区
  - 美土里町
  - 和泉町
  - 幸町
  - 若松町一丁目・二丁目
  - 大字上野本
  - 大字下青鳥
  - 大字上押垂
  - 大字下押垂
  - 大字今泉
  - 大字古凍
  - 大字柏崎
  - 大字下野本
  - 大字江綱

上記のうち高坂地区の大字島田、野本地区の大字江綱は、区域が極めて狭く定住人口も無いため、現在ではもっぱら土地登記上等の地名として用いられている。それぞれ隣接する比企郡吉見町、坂戸市にある同名の地区の一部を編入したために生じた区域である。
越辺川対岸の坂戸市側に、周囲を全て同市大字片柳に囲まれた東松山市大字田木の飛地が存在する。

### 旧町名・通り名
- - 本町一丁目・二丁目・三丁目・四丁目(現:本町一丁目・二丁目)
  - 材木町一丁目・二丁目(現:材木町)
  - 簗本町(現:日吉町)
  - 同心町(現:本町一丁目東)
  - 紅梅町(新開地とも。旧花柳界。現:本町二丁目西)
  - 蛇下(湧水が上沼へと流れている。現:日吉町)
  - 天王(上沼附近。戦前は職人の多い街で、山王焼発祥の地である。現:日吉町)
  - 不動横丁(不動横丁交差点がある。現:材木町)

### 健康
- 平均年齢：46.8歳（男45.6歳、女48.0歳）（2019年10月1日現在[20]）

#### 主な病院
- 東松山市民病院
- 埼玉成恵会病院
- 東松山医師会病院
- 東松山病院
- 大谷整形外科病院
- 宏仁会高坂醫院
- シャローム病院
- 武蔵嵐山病院

### 教育
東松山市内の市立中学校・小学校における普通教室へのエアコンは2013年（平成25年）度に全校に設置された。
大学
- 大東文化大学
  - 東松山キャンパス
  - 緑山キャンパス

高等学校
- 埼玉県立松山高等学校
- 埼玉県立松山女子高等学校
- 東京農業大学第三高等学校

中学校
- 東松山市立松山中学校
- 東松山市立南中学校
- 東松山市立東中学校
- 東松山市立北中学校
- 東松山市立白山中学校
- 東京農業大学第三高等学校附属中学校

小学校
- 東松山市立市の川小学校
- 東松山市立大岡小学校
- 東松山市立青鳥小学校
- 東松山市立唐子小学校
- 東松山市立桜山小学校
- 東松山市立新宿小学校
- 東松山市立新明小学校
- 東松山市立高坂小学校
- 東松山市立野本小学校
- 東松山市立松山第一小学校
- 東松山市立松山第二小学校

幼稚園
- 松山聖ルカ幼稚園
- 松山幼稚園
- ひさみ幼稚園
- 松山南幼稚園
- 東松幼稚園
- 新明幼稚園
- 高坂幼稚園
- 東平幼稚園

特別支援学校
- 埼玉県立東松山特別支援学校

学校教育以外の施設
- 児童福祉施設（保育所）
  - 東松山市立たかさか保育園
  - 東松山市立わかまつ保育園
  - 東松山市立まつやま保育園
  - 東松山市立からこ保育園
  - 東松山市立いちのかわ保育園
  - 仲よし保育園
  - 第二仲よし保育園
  - 若草保育園
  - 桃の木保育園
  - のもと保育園
  - みどり保育園
  - いちご保育室
  - たんぽぽ保育園
  - どんぐり保育室

- 生涯教育
  - 彩の国いきがい大学
  - 東松山市きらめき市民大学

- 自動車教習所

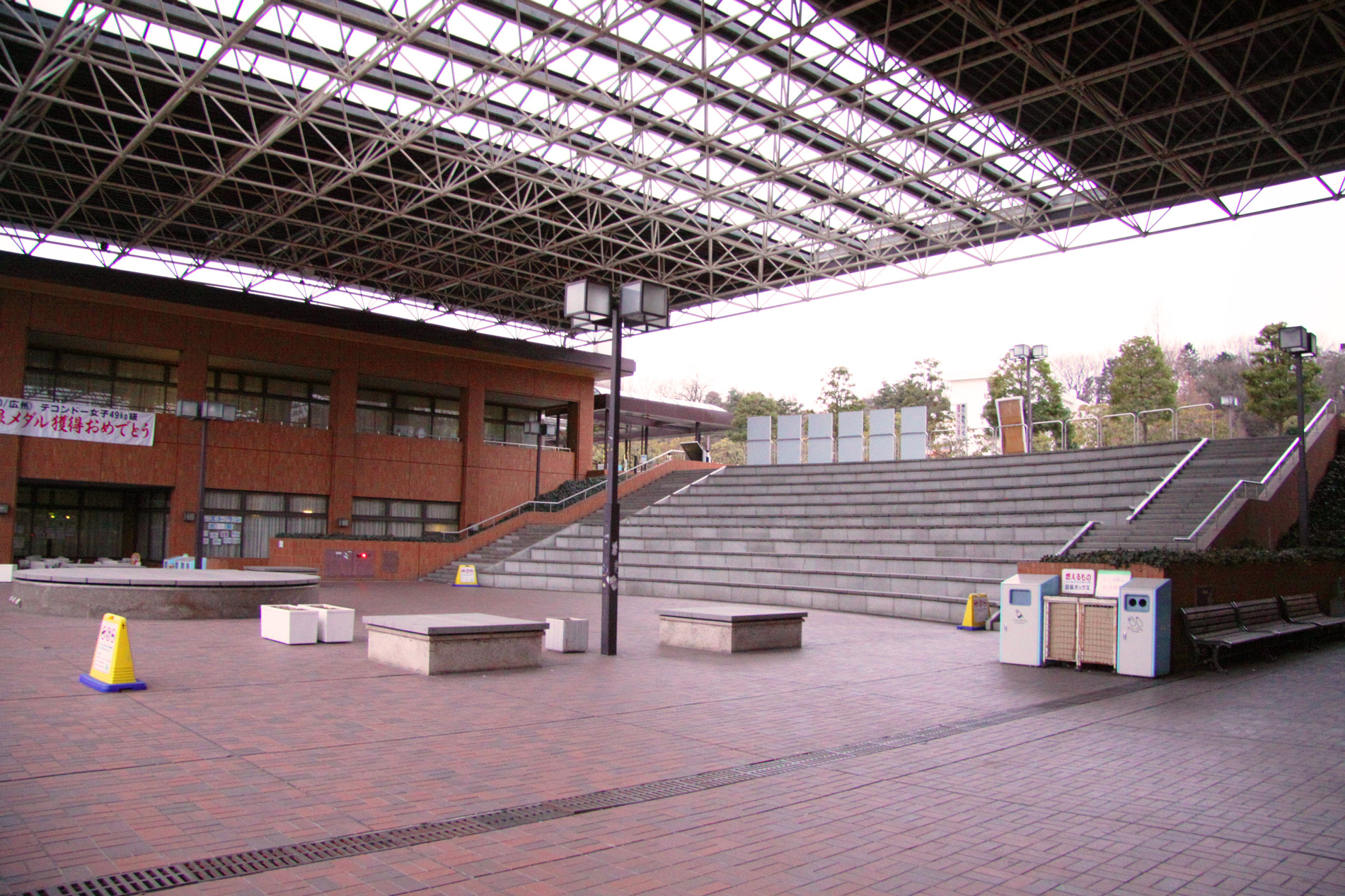
大東文化大学

  - 東松山自動車学校 - 埼玉県内で2番目に古い歴史を持つ教習所。

### 図書館
市内には2つの図書館、1つの図書室がある。以前は移動図書館（まつかぜ号）もあったが、2007年（平成19年）8月31日をもって廃止になっている。
比企広域市町村圏域内公共図書館の相互利用協定により、比企郡（嵐山町・滑川町・小川町・ときがわ町・川島町・吉見町・鳩山町）・秩父郡東秩父村に居住・通学通勤している者なら利用可能である。
2005年（平成17年）8月2日から、坂戸市立図書館との相互利用が開始された。2007年（平成19年）には、熊谷市立図書館との相互利用も開始された。
- 東松山市立図書館
- 東松山市立高坂図書館
  - なしの花図書室（開館日:水曜日・木曜日・土曜日・日曜日、午後1時-午後5時15分）

### 郵政
郵便番号は市内全域が「355-00xx」（東松山郵便局が集配を担当）である。
- 東松山郵便局
  - 東松山白山台郵便局
  - 東松山石橋郵便局
  - 東松山平野郵便局
  - 東松山柏崎郵便局
  - 東松山松葉町郵便局
  - 東松山箭弓郵便局
  - 唐子郵便局
  - 高坂郵便局
  - 大東文化大内簡易郵便局

### 電話番号
市外局番は市内全域が「0493」。同一市外局番の地域との通話は市内通話料金で利用可能（東松山MA）。
市内局番は21～39だが、近年では市内局番の番号不足により59,81も使用している。収容局は東松山第二局、高坂局（都幾川以南）、冑山局（市ノ川以北）。

### 住宅団地
- 市街化区域
  - URむさし緑園都市高坂駅東口第二地区「うらら花高坂」(あずま町)
  - URむさし緑園都市高坂丘陵地区「高坂ニュータウン 」(桜山台、白山台、旗立台、松風台)
  - URパークタウン五領 (五領町)
  - 東松山マイタウン (沢口町、殿山町)
- 市街化調整区域（都市計画法34条11号制度適用区域）
  - 岩の上団地（大字石橋）
  - 宿浦団地（大字石橋）
  - 石橋団地（大字石橋）
  - 袋山団地（大字市ノ川）
  - 星城団地（大字市ノ川）
  - 月が丘団地 (大字岩殿)
  - 松ヶ丘団地（大字岩殿）
  - 亀の甲団地（大字大谷）
  - 網張戸団地（大字大谷）
  - 西原団地（大字上唐子）
  - あさぎ団地（大字上唐子）
  - 米沢団地（大字西本宿）
  - 東武台団地（大字野田）
  - 中山団地（大字東平）
  - 月中団地（大字東平）
  - 東平西原団地（大字東平）
  - 白坂団地（大字松山）
  - 二ツ木団地（大字松山）
  - 土用山団地（大字松山）
- 公営住宅
  - 県営東松山五領住宅 (五領町)
  - 県営ヒルトップ東松山神明住宅 (神明町)
  - 県営東松山滝の本住宅 (松葉町)
  - 県営東松山前山住宅 (松山町)
  - 県営東松山石橋住宅 (大字石橋)
  - 県営東松山岩花住宅 (大字松山)
  - 市営松本町住宅（松本町）
  - 市営若松町住宅（若松町）
  - 市営諏訪下住宅（大字松山）
  - 市営向台住宅（大字松山）

### 上水道
- 上水道普及率：97.7 %（2020年度）[21]
  - 東松山市の上水道は主に吉見浄水場（荒川から取水）の県営水道が大部分であるが、市が運営する唐子第一浄水場・唐子第二浄水場の水も一部含まれる。地域によっては行田浄水場（利根川から取水）の県営水道も含まれる。

### 下水道
- 公共下水道普及率：51.1 %（2020年度末現在）[22]
  - 当市の公共下水道は1977年5月に供用開始し、現在では市街化区域の大部分の地域で供用されている。市野川浄化センター（市野川）と高坂浄化センター（九十九川）で処理される。

### 都市ガス
- 都市ガス普及率：38.3 %（2013年）[23]
  - 当市の都市ガスは1977年2月に供給開始された。当市に都市ガス事業を興すべく地元業者などを中心に設立された東京ガスグループの「松栄ガス」によって市街化区域を中心に供給されている。供給元は東京ガスで東京ガスと武州ガスのパイプラインを通じて供給される。

### 公園
市内には大小の数多くの公園があり、人口1人あたりの公園面積は16.80 m2と、埼玉県全体の平均である5.54 m2を大幅に上回る、埼玉県内でも公園が多い市である。なお、国営武蔵丘陵森林公園は当市にあると案内されることがあるが、市域と隣接する部分はあるものの公園内に市域は含まれていない。
- 松山地区[24]
  - 岩鼻運動公園
  - 市野川近隣公園
  - 五領町近隣公園
  - 和泉町第一街区公園
  - 和泉町子供広場
  - 和泉町第2子供広場
  - 市ノ川第1街区公園
  - 市ノ川氷川公園
  - 市ノ川車堀公園
  - 市の川堤防散策路
  - 御茶山町児童公園
  - 加美町公園
  - むらさき公園
  - 五領町北児童公園
  - 五領町南児童公園
  - 材木町第一公園
  - 幸町第一街区公園
  - 幸町第二街区公園
  - 幸町第三街区公園
  - 小松原公園
  - 小松原緑地
  - 諏訪公園
  - 上沼公園
  - 下沼公園
  - 下沼ポケットパーク
  - 白坂団地子供広場
  - 新宿町児童公園
  - 神明町一丁目第一街区公園
  - 神明町二丁目第一街区公園
  - しんめい広場
  - 砂田第1公園
  - 砂田第2公園
  - 日吉町第1街区公園
  - ニツ木なかよし子供広場
  - ふれあいのみち
  - ポケットパーク
  - 本町一丁目第1街区公園
  - 本町広場
  - 前山公園
  - 松葉町第1街区公園
  - 松葉町三丁目第二子供広場
  - 松葉町四丁目子供広場
  - 松本町一丁目街区公園
  - 松本町一丁目子供広場
  - 松本町一丁目緑地
  - 松本町二丁目街区公園
  - 松本町二丁目第2街区公園
  - 上松本町公園
  - 松本町二丁目第一街区公園
  - 松本町三丁目第1街区公園
  - 箭弓町第一公園
  - 山崎町児童公園
  - 松美子供広場
  - まきの木公園
  - 美土里町第1街区公園
  - 箭弓町二丁目第1街区公園
  - 六反町児童公園
  - 仲田町第1公園
  - 仲田町第2公園
  - 仲田町緑地
- 平野地区
  - 熊野神社子供広場
  - 沢口北公園
  - 沢口南公園
  - 殿山北公園
  - 殿山南公園
  - 中山団地広場
  - 東平第1街区公園
  - 東平松原街区公園
  - 藤山子供広場
- 大岡地区
  - 大岡運動広場
  - 東松山市農林公園
  - 東松山ぼたん園
- 唐子地区
  - 唐子中央公園
  - 駒形公園
  - 新郷公園
  - 石橋第1街区公園
  - 石橋第2街区公園
  - 石橋第3街区公園
  - 石橋第4街区公園
  - 石橋第5街区公園
  - 石橋団地子供広場
  - 石橋緑地
  - 青鳥子供広場
  - 上唐子子供広場
  - 上唐子第2子供広場
  - 下唐子子供広場
  - 宿浦子供広場
  - 新郷子供広場
  - ばんどう山第1公園
  - ばんどう山第2公園
  - ばんどう山緑地
  - 若宮児童公園
  - 若宮第二街区公園
  - 滝仲公園
- 高坂地区
  - 折本山公園
  - 稲荷林公園
  - 後本宿子供広場
  - 大黒部中央公園
  - 折本山緑地
  - 上後原公園
  - 川風公園
  - 川風の散歩道
  - 毛塚子供広場
  - 市民の森
  - 大門公園
  - 高坂うらら花公園
  - 高三中央公園
  - 月ヶ丘団地子供広場
  - 天王町公園
  - どんぐり山公園
  - 中通公園
  - 七清水せせらぎ緑道
  - 西久保公園
  - 西本宿第一子供広場
- 高坂丘陵地区
  - 千年谷公園
  - 松風公園
  - あんず公園
  - かきの木公園
  - くりの実公園
  - ちござわの森
  - なつめ公園
  - みはらし緑地
  - やまもも公園
  - ゆすらうめ公園
- 野本地区
  - 五領沼公園
  - 柏崎緑地
  - 上野本第1街区公園
  - 上野本子供広場
  - 曲輪子供広場
  - 下青鳥第1街区公園
  - 向山街区公園
  - 向山子供広場
  - 若松町一丁目街区公園
  - 若松町子供広場
  - 若松町二丁目児童公園

## 交通

### 鉄道路線

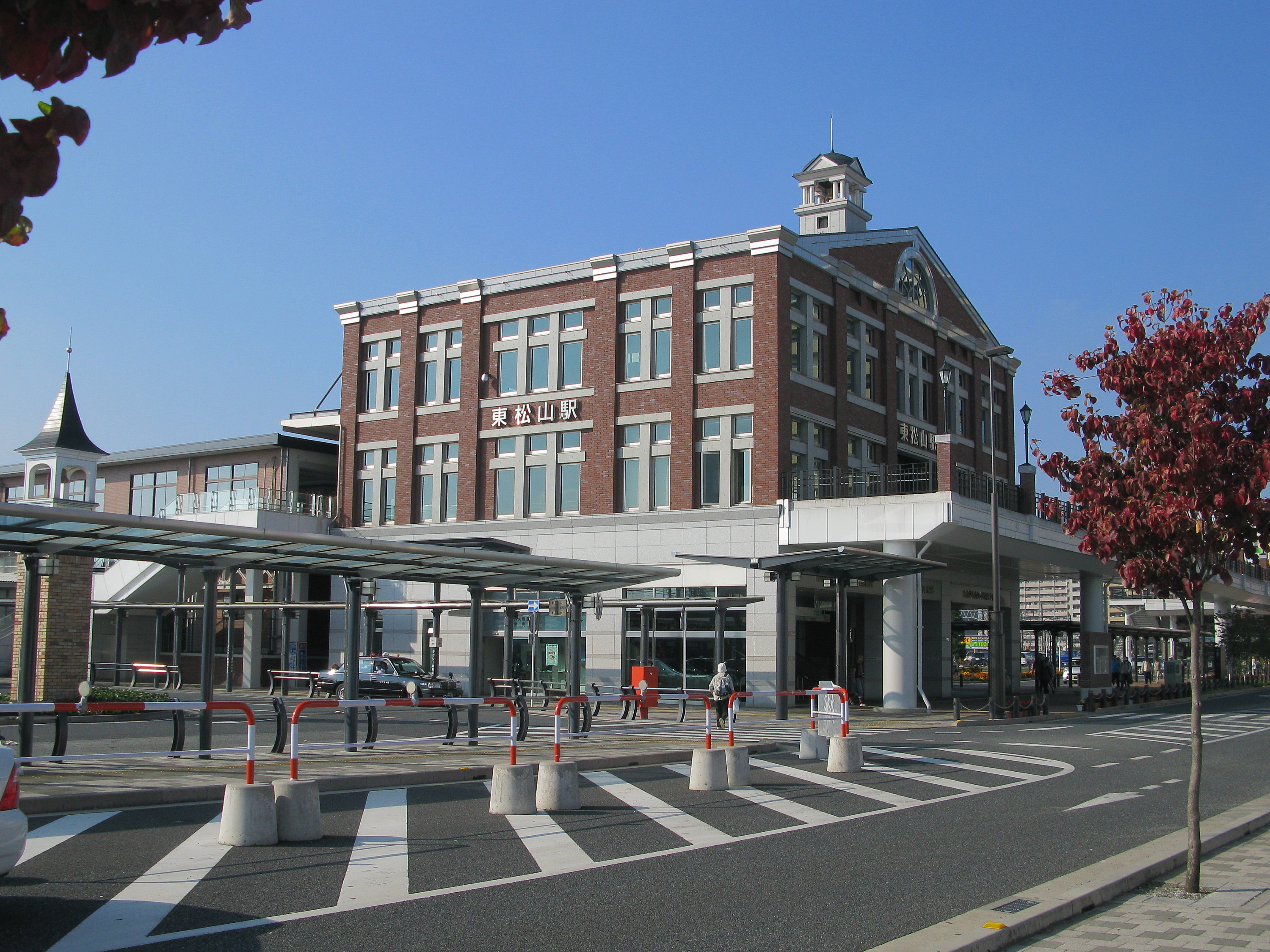
東松山駅東口

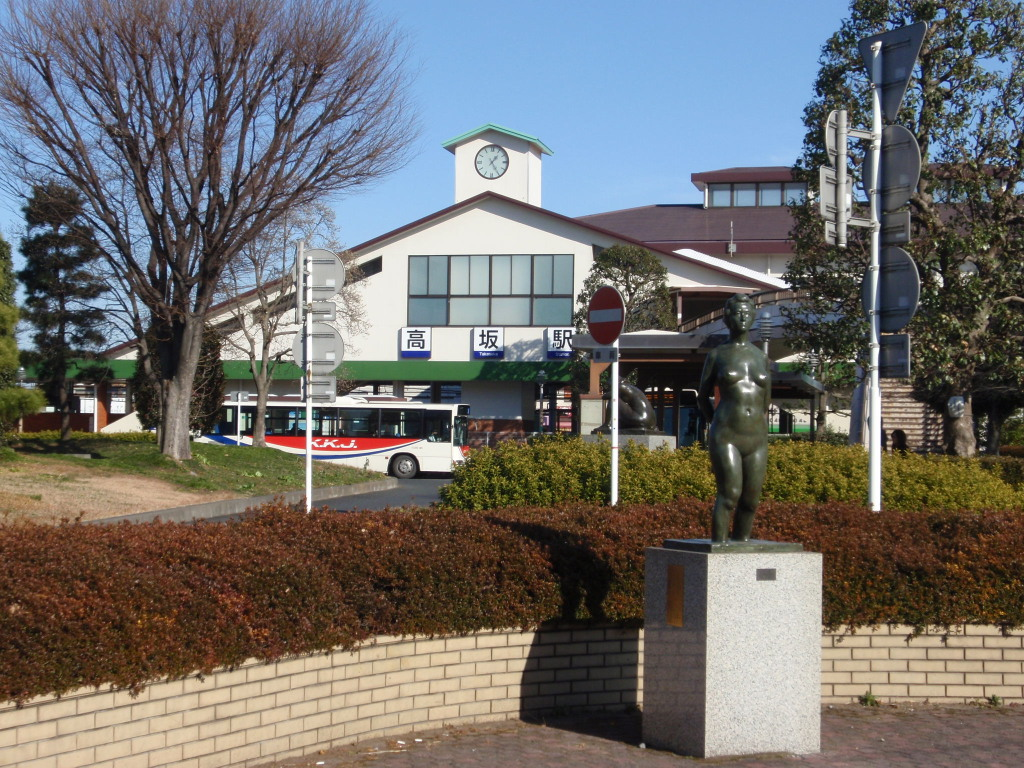
高坂駅西口

東武鉄道
- 東上本線
  - 高坂駅 - 東松山駅

### 路線バス
東松山市内の路線バスは、川越観光バスを中心に東武グループ3社により運行されており、全て東松山駅か高坂駅を発着地としている。東松山駅と高坂駅をバスのみで直接結ぶ路線は現在なく、鉄道を使わずに行き来する場合は東松山市内循環バス「市民健康増進センター」と鳩山町営路線バス「神戸神社前」を乗り継ぐ必要がある。鉄道駅間を結ぶ系統としては、東松山駅からは鴻巣駅・川越駅・熊谷駅の各駅を結ぶ系統が、高坂駅からは越生駅を結ぶ系統がある。

#### 東松山駅発系統
- 東松山駅東口 - 市民病院東 - マイタウン循環 （川越観光バス「HM01」「HM02」「HM03」系統）
- 東松山駅東口 - 鴻巣駅 - 鴻巣免許センター （川越観光バス「HM11」「HM12」「HM13」系統）
- 東松山駅東口 - 市民文化センター - パークタウン五領 （川越観光バス「HM21」系統）
- 東松山駅東口 - 今泉 - 八幡団地 - 川越駅 （東武バスウエスト「川越02」系統）
- 東松山駅東口 - 冑山 - 上岡 - 熊谷駅 （国際十王バス／川越観光バス「KM11」系統）

#### 高坂駅発系統
- 高坂駅西口 - こども動物自然公園 - 大東文化大学 - 鳩山ニュータウン（川越観光バス「TA01」「TA02」「TA03」系統）
- 高坂駅西口 - 桜山台 - 東京電機大学本館前 （川越観光バス「TA11系統」）
- 高坂駅西口 - 白山台郵便局 - 東京電機大学本館前 （川越観光バス「TA12」系統）
- 高坂駅西口 - 化石と自然の体験館 - 上熊井農産物直売所 - 越生駅 （鳩山町営路線バス北部線）
- 高坂駅東口 - ピオニウォーク東松山 （川越観光バス「TA21」系統）

また、路線バス以外で別途東京電機大学、大東文化大学行きのそれぞれスクールバスや、周辺5ゴルフ場への送迎バスが発着している。
市内に路線バス事業者の営業所は存在しない。ただし、東松山駅には東武グループ各社の定期乗車券を取り扱う発売所が存在する。

### コミュニティバス
「東松山市内循環バス」が運行されている。公共交通空白地域である大岡地区と唐子地区へ向かう2路線がある。
- 東松山駅東口 - (大谷コース) - 大岡市民活動センター
- 東松山駅東口 - (唐子コース) - 市民健康増進センター

### 観光バス
- 東松山交通

### タクシー
- 東松山交通
- 観光タクシー
- イグチ交通
- 個人タクシー

タクシーの営業区域は県南西部交通圏で、川越市・所沢市・飯能市・和光市などと同じエリアとなっている。

### デマンドタクシー
路線バスとタクシーの中間的な利用方法の公共交通機関で、路線バスのように乗る場所・降りる場所（乗降スポット）が決められており途中下車や寄り道はできない。コミュニティバスとの乗り継ぎの場合はバス運賃が無料となる。
- 料金は通常のタクシーメーター料金に応じて3段階（500～1500円）。
- 登録した市民のみ利用可能で、利用可能時間は平日午前8時30分～午後5時。

### 道路
- 高速道路

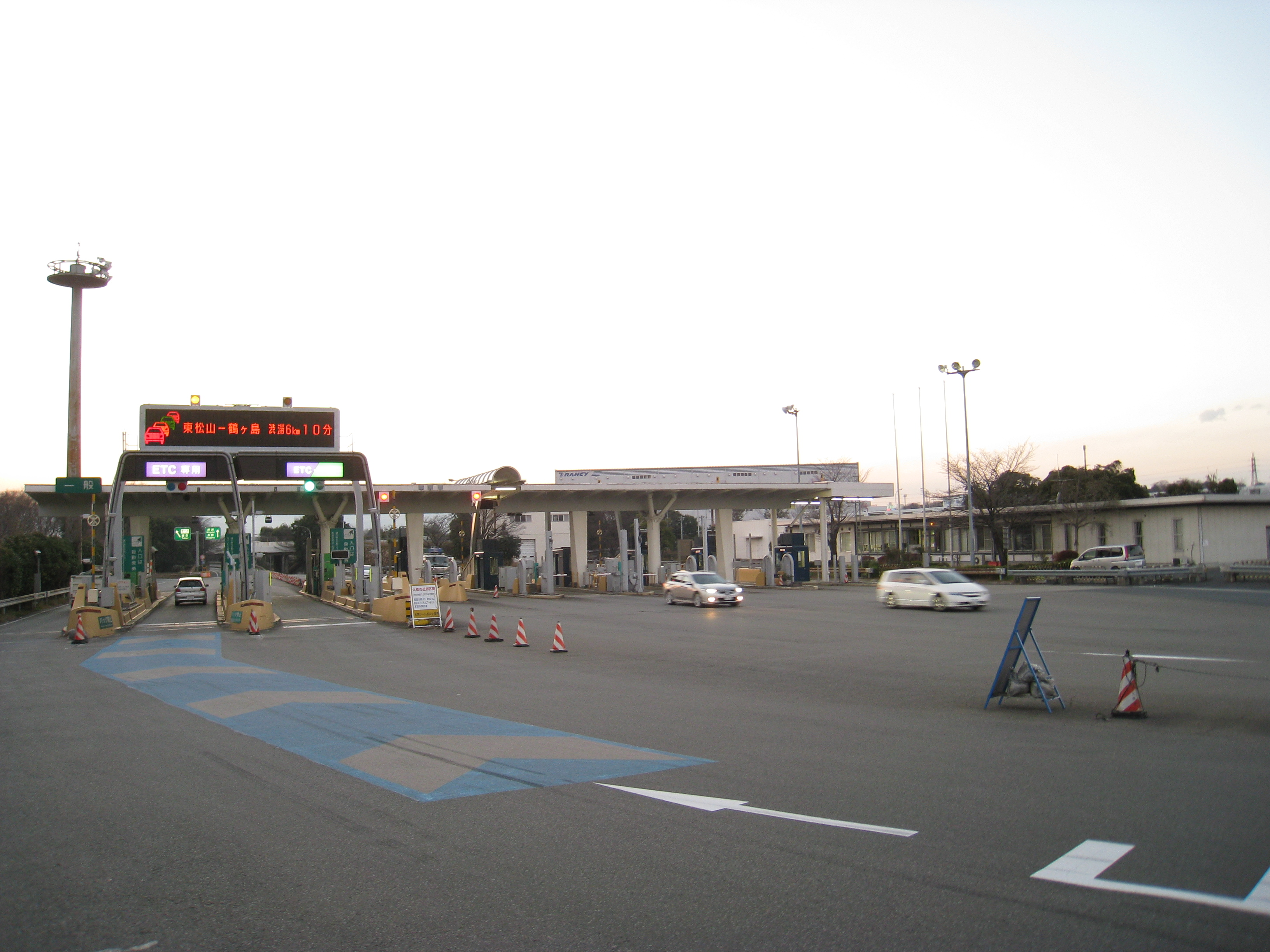
東松山インターチェンジ

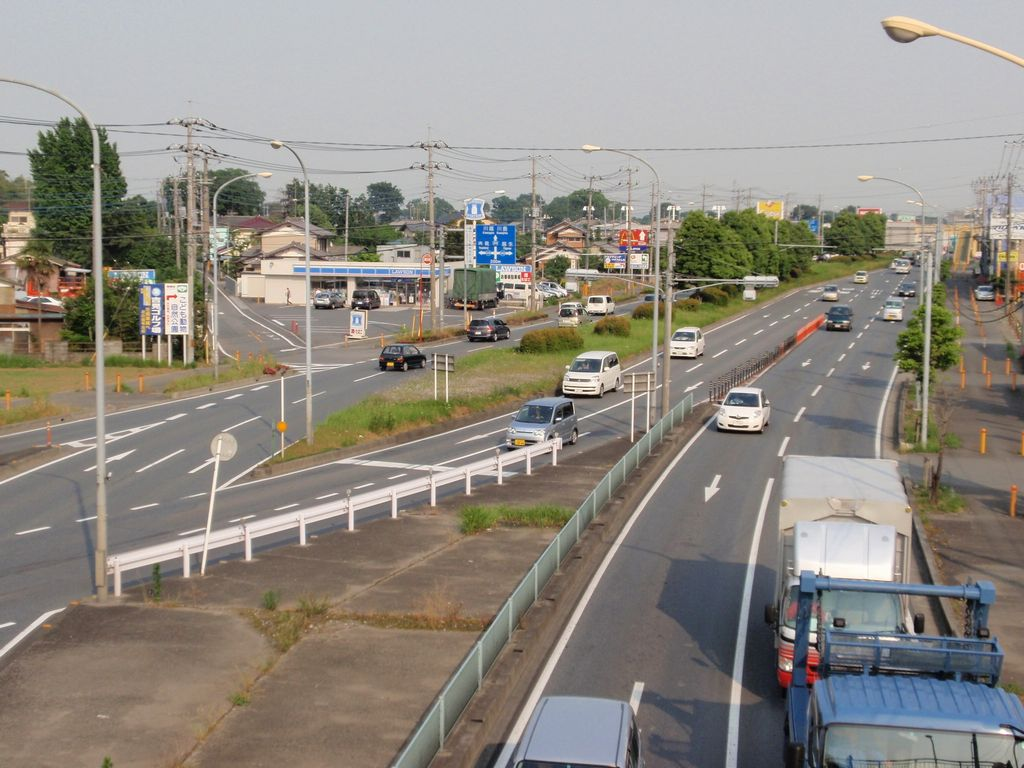
国道254号

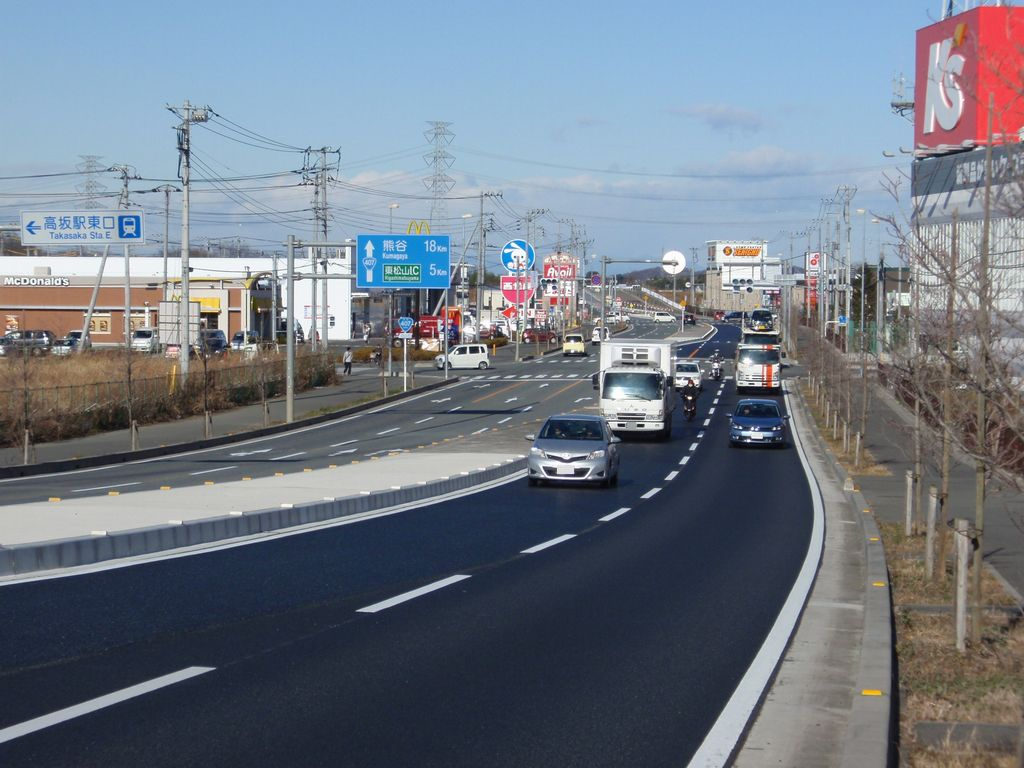
国道407号

  - 関越自動車道（東松山インターチェンジ・高坂サービスエリア）（東松山ICまで練馬インターチェンジから39.4 km。）
  - ほか、市内は通っていないが、首都圏中央連絡自動車道（圏央道）の川島IC（川島町）出口標識が「川島 東松山 川越」となっており、国道254号で3.5 km程で当市内に入れる。
- 一般国道
  - 国道254号 - 東松山バイパス、（野本バイパス、唐子バイパス）
  - 国道407号 - 東松山バイパス
- 県道
  - 主要地方道
    - 埼玉県道27号東松山鴻巣線
    - 埼玉県道33号東松山桶川線
    - 埼玉県道41号東松山越生線
    - 埼玉県道47号深谷東松山線
    - 埼玉県道66号行田東松山線

  - 一般県道
    - 埼玉県道155号さいたま武蔵丘陵森林公園自転車道線
    - 埼玉県道158号川島こども動物自然公園自転車道線
    - 埼玉県道172号大野東松山線
    - 埼玉県道212号岩殿観音南戸守線
    - 埼玉県道248号石坂高坂停車場線
    - 埼玉県道249号東松山停車場線
    - 埼玉県道257号冑山熊谷線
    - 埼玉県道271号今泉東松山線
    - 埼玉県道307号福田鴻巣線
    - 埼玉県道343号岩殿岩井線
    - 埼玉県道344号高坂上唐子線
    - 埼玉県道345号小八林久保田下青鳥線
    - 埼玉県道391号大谷材木町線

## 観光

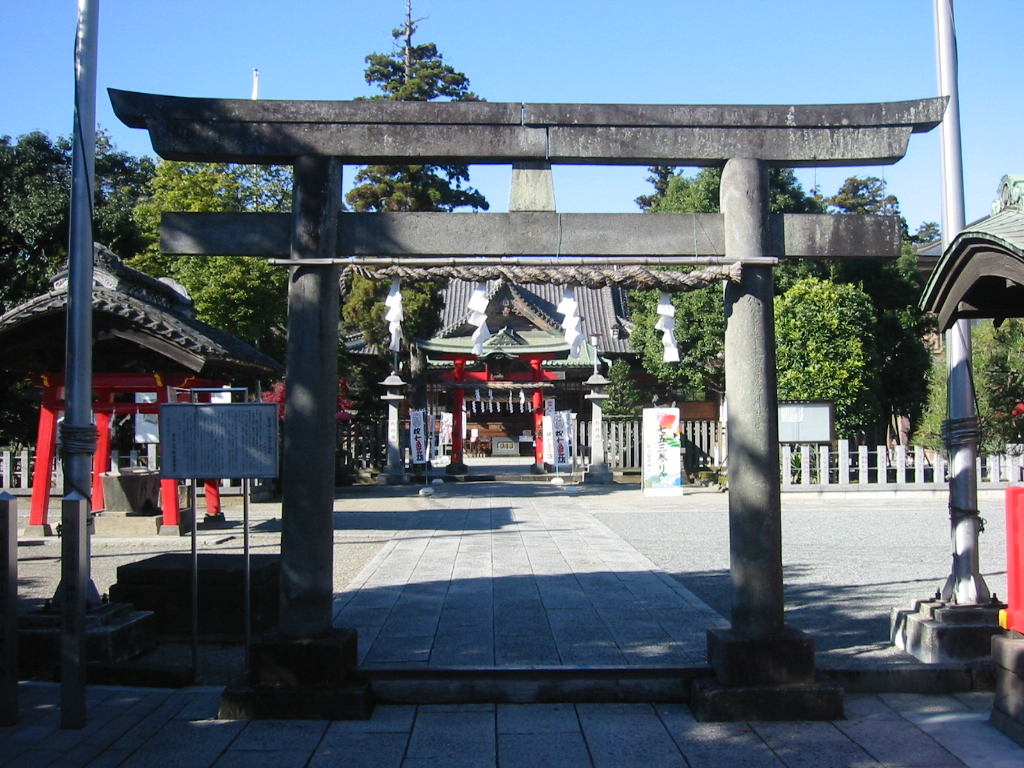
箭弓稲荷神社

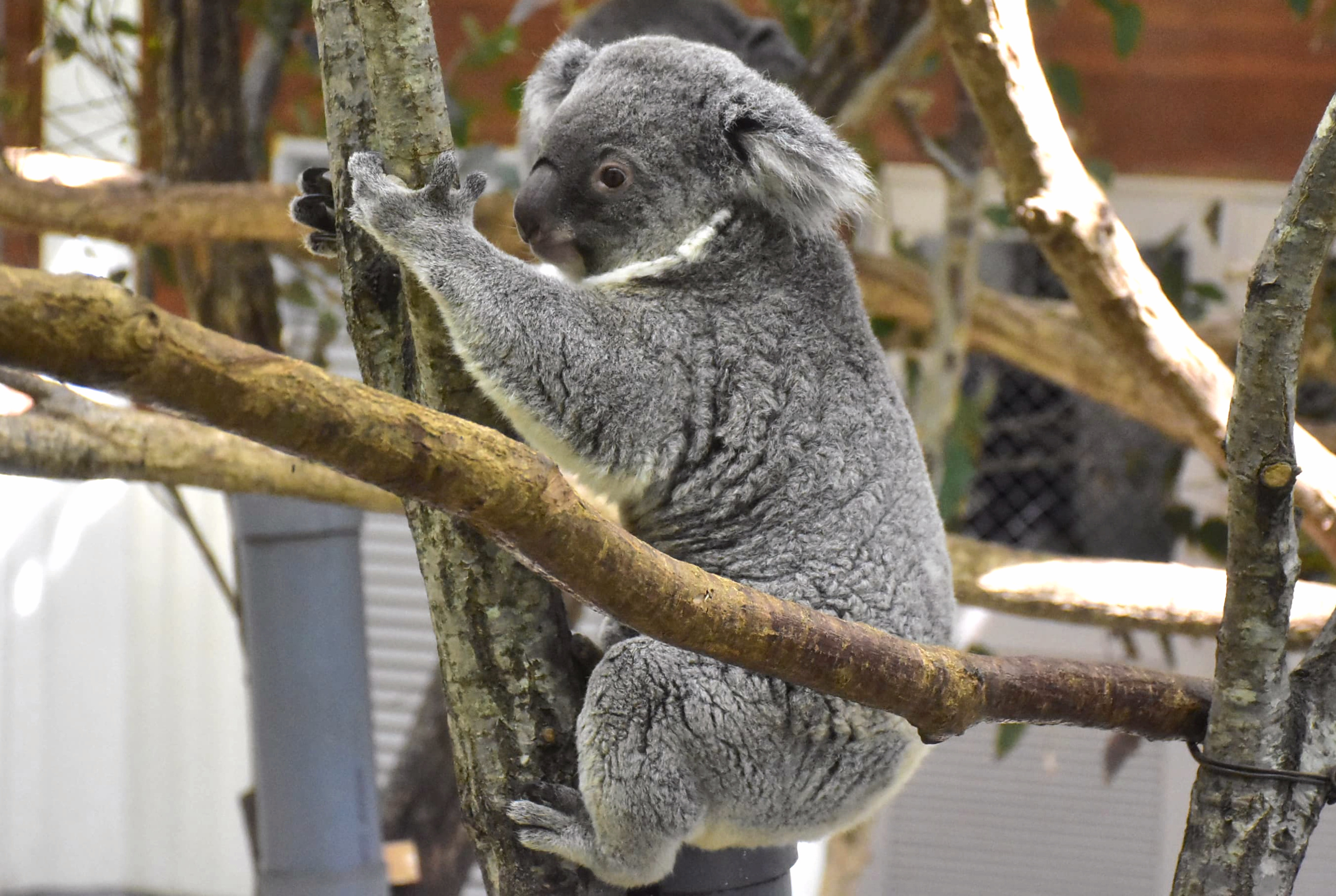
埼玉県こども動物自然公園のコアラ

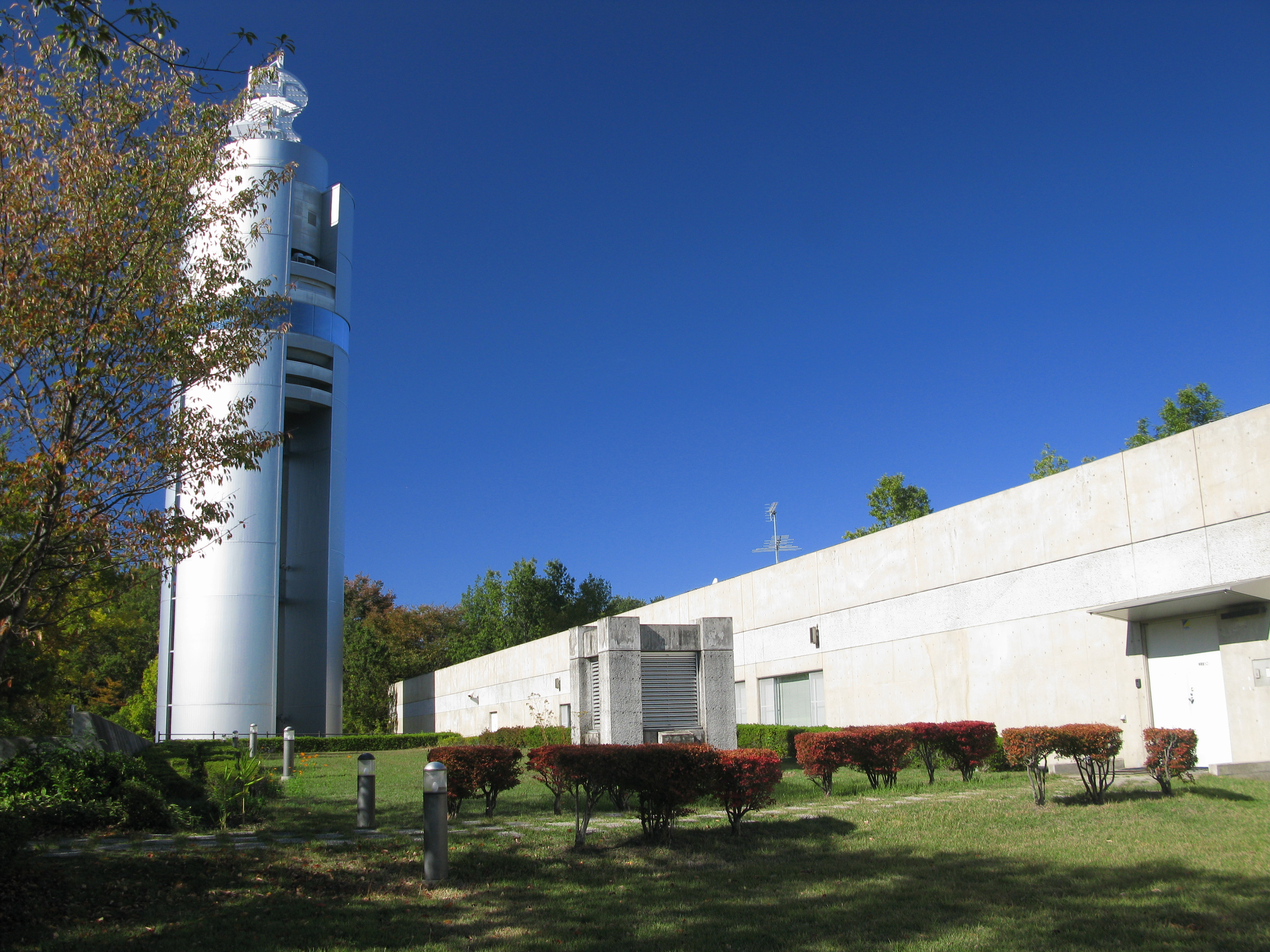
埼玉県平和資料館の展望塔

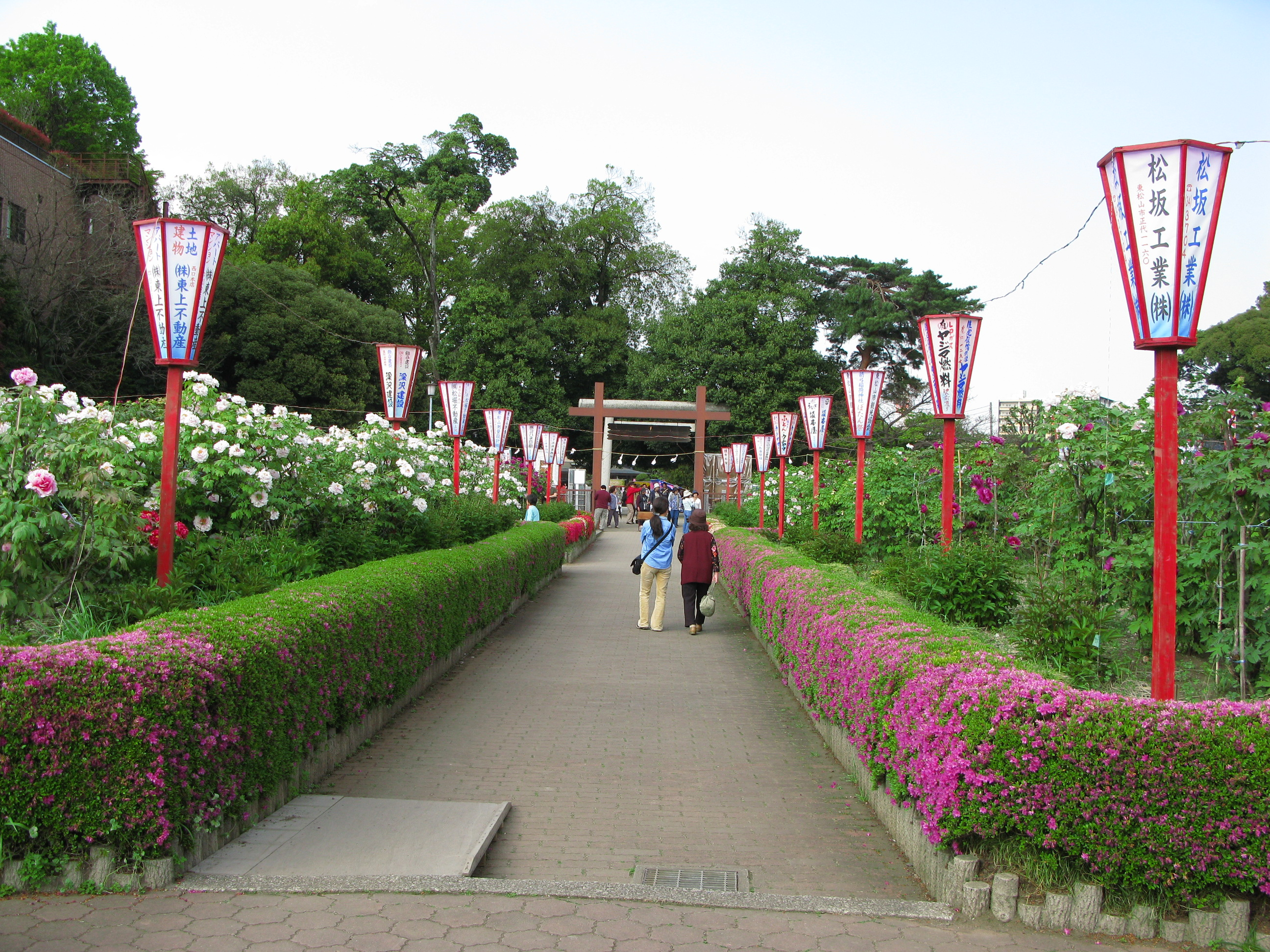
箭弓稲荷神社牡丹園

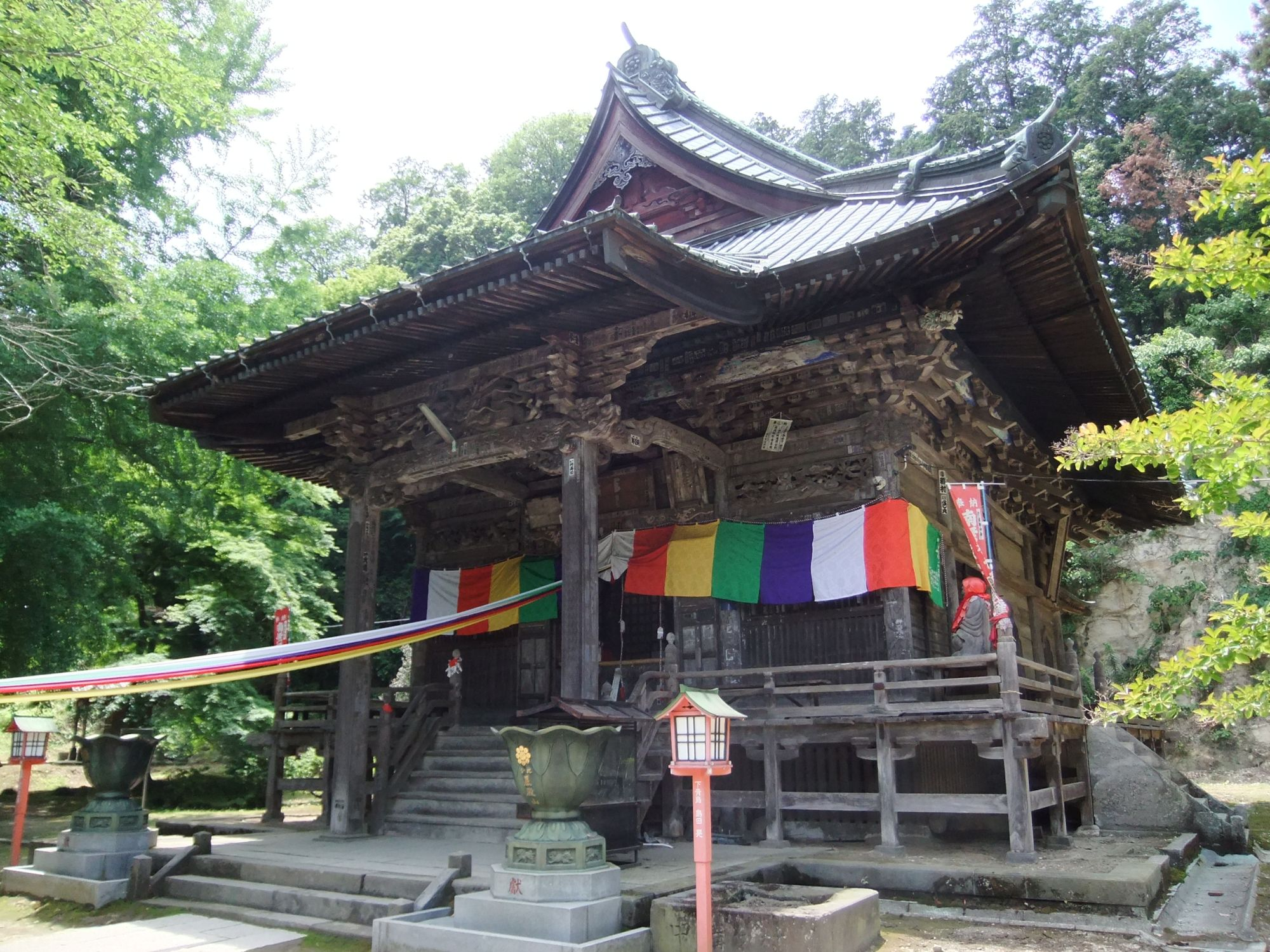
岩殿観音（正法寺）

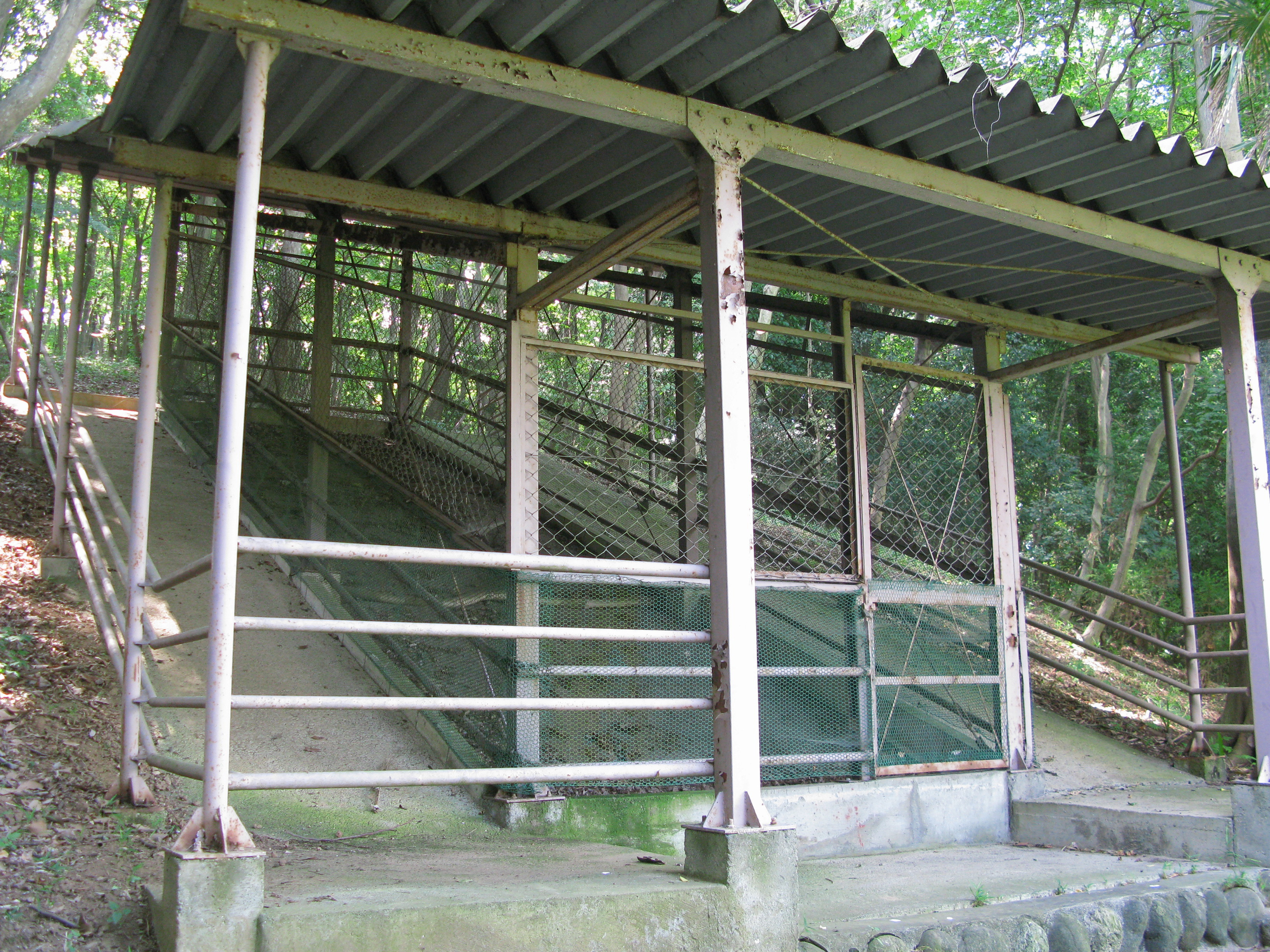
大谷瓦窯跡（国の史跡）

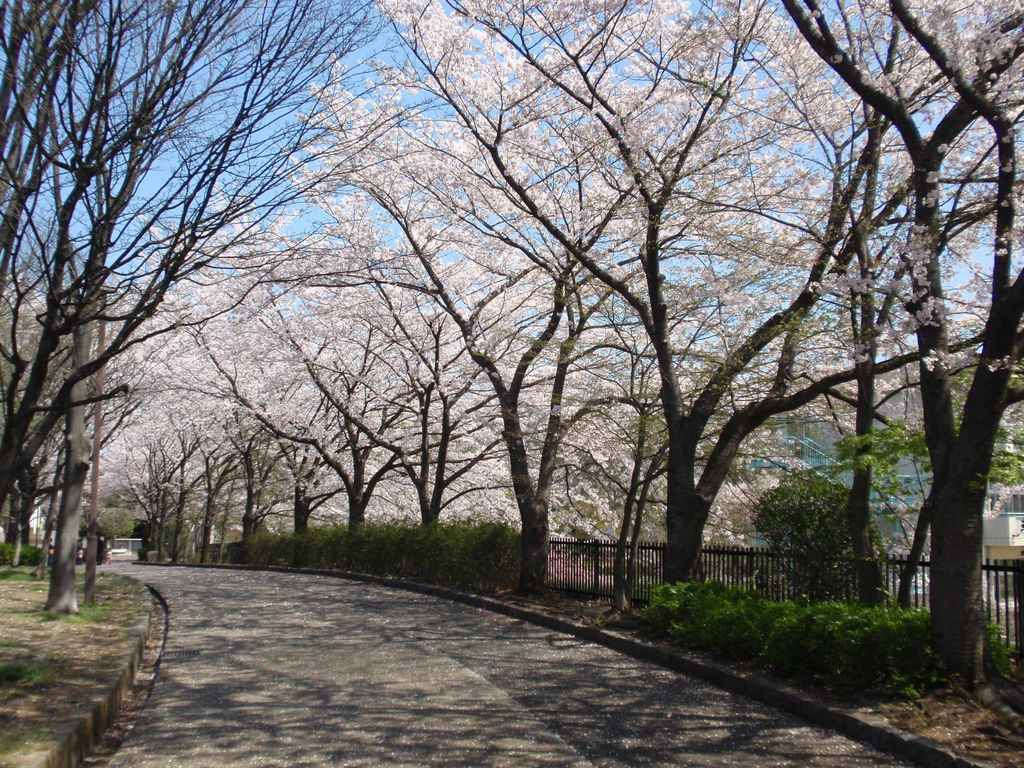
歩行者専用道路「ひきのみち」

### 名所

#### 動物園
- 埼玉県こども動物自然公園
  - 大東文化大学ピアトリクス・ポター資料館
  - 国際児童記念館「こどもの城」

#### 展示施設
- 高坂彫刻プロムナード【高田博厚彫刻群】
- 埼玉県平和資料館（埼玉ピースミュージアム）
  - 展望塔 - 平和資料館内にある41 mの展望塔
- 原爆の図丸木美術館
- 松山高校記念館（旧埼玉県立松山中学校校舎） - 国の登録有形文化財
- 化石と自然の体験館

#### 寺社
- 箭弓稲荷神社
  - 牡丹園 - ボタンの名所
- 岩殿観音（板東十番札所）
- 等覚院木造阿弥陀如来坐像
- 光福寺 宝篋印塔
- 上岡観音
- 浄空院

#### 史跡
- 松山陣屋跡
- 大谷瓦窯跡（国の史跡）
- 青鳥城（県指定史跡）
- 高坂館跡・高坂藩陣屋跡（県指定史跡）
- 弁天沼（鳴かずの池）

#### 遊歩道
- 高坂彫刻プロムナード - 高坂駅西口の歩道両側1 kmに及ぶ彫刻家高田博厚による32体の彫刻群
- ひきのみち - むさし緑園都市高坂丘陵地区の基幹となってる歩行者専用道路。同地区には車道とは別ルートの歩行者専用道路が網の目のように整備されており、場所によっては車道と立体交差している
- まなびのみち - 高坂駅から13 kmのウォーキングルート。一部の区間は貨物線の廃線跡(日本セメント東松山線)を利用している
- 東松山市民の森 - 3本のルートからなる散策路が整備されている

#### その他
- 物見山 - ツツジの名所
- 上沼公園
- 下沼公園
- 東松山ぼたん園 - 箭弓稲荷神社牡丹園と並ぶボタンの名所
- 高坂駅 - 関東の駅百選選定駅
- 高坂ニュータウン - 都市景観100選選定地区
- くらかけ清流の郷 - 都幾川河川敷バーベキュー場
- 新屋敷ホタルの里
- 東谷ホタルの里

### 宿泊施設
- アパホテル埼玉東松山駅前
- ガーデンホテル紫雲閣
- 東松山第一ホテル
- シティホテル東松山
- ビジネスホテルステーション

### ゴルフ場
- 高坂カントリークラブ
- 東松山カントリークラブ
- 川越カントリークラブ
- 武蔵松山カントリークラブ
- 清澄ゴルフ倶楽部

### 名物
- 味噌だれのやきとり（豚肉(頭肉)のものがメイン。やきとん）
  - 味噌だれを用いた「味噌だれ焼きそば」も名物となっている[25]。
- 東平地区の梨

### 祭事・催事
- 1月
  - 元旦マラソン大会（1日／市役所裏）
- 2月
  - 節分祭（3日／箭弓稲荷神社）
  - 馬頭観音絵馬市（19日／妙安寺）
- 3月
  - 火伏神事（初牛祭前日／箭弓稲荷神社）
  - 初午祭（最初の午の日／箭弓稲荷神社）
  - 東松山夢灯路（下旬～4月上旬／上沼、下沼公園周辺）
- 4月
  - 古凍のお獅子さま（15日前後の日曜日）
  - ぼたん祭り（中旬～5月上旬／東松山ぼたん園・箭弓稲荷神社ぼたん園）
  - つつじ（中旬～下旬／物見山公園）
- 5月
  - ポピー（上旬～中旬／東松山市農林公園）
- 7月
  - 初山祭（14日／浅間社・浅間社）
  - 神戸の獅子舞（23・24日に近い土・日曜日／神戸神社）
  - 東松山夏祭り、別名「お天王さま」（第四土日）
- 8月
  - 高坂の天王さま（上旬／高坂神社）
  - 七夕（上旬／松葉町商栄会・一番街）
  - 東松山サンバカーニバル（最初の土曜日／ぼたん通り商店街）
  - よさこい陣屋祭り（上旬／陣屋通り商店街）
  - ひがしまつやま花火大会（下旬／都幾川リバーサイドパーク）
- 9月
  - 東平の梨狩り（上旬～）
- 10月
  - 野田の獅子舞（14日に近い日曜／赤城神社）
  - 上野本の獅子舞（15日に近い日曜／八幡神社）
  - 下唐子の獅子舞（19日に近い日曜／唐子神社）
  - 西本宿の獅子舞（最終土・日曜／浅間神社）
- 11月
  - 日本スリーデーマーチ（3日前後の土日を含む3日間）
  - 金谷の餅つき踊り（23日／金谷氷川神社）
- 12月
  - 市内駅伝競走大会（上旬／東松山陸上競技場）
  - お酉さま（15日／松山神社）

## 著名人
出身者
- 梶田隆章（物理学者・天文学者、2015年ノーベル物理学賞受賞）
- 加賀爪直澄（乱暴旗本の旗本奴）
- 山口敏夫（元衆議院議員・労働大臣）
- だいたひかる（お笑いタレント）
- 新川優愛（女優・ファッションモデル・タレント）
- じゅんご（お笑い芸人）
- 小久保知之進（元テレビ朝日アナウンサー）
- 和田康士朗（プロ野球選手）
- 小峯隆幸（サッカー選手）
- 青葉幸洋（サッカー選手）
- 渡邊凌磨（サッカー選手）
- 松本泰志（サッカー選手）
- 吉田祐也（陸上競技選手・マラソンランナー）
- 齋藤佳子（チアリーダー）
- 心之助  (ラッパー)
- 渡辺甲一 (陸軍軍医中将、陸軍軍医学校長、陸軍省医務局長)

ゆかりの人物
- ラーズ・ヌートバー（アメリカ人プロ野球選手、母親が東松山市出身）
- バスケス・バイロン（サッカー選手、チリ生まれでチリ国籍を持つが、小学生3年生で移住し、市のサッカークラブに所属）

## 作品
ドラマ
- 仮面ライダー剣（2004年） - テレビ朝日系の特撮テレビドラマ。同市内、複数の施設がロケ地。
- キズモモ。（2008年） - 映画。高坂駅西口がロケ地。
- 冬のサクラ（2011年） - TBS系のテレビドラマ。東松山駅東口がロケ地。

小説
- 天の園（1972年） - 打木村治著。唐子地区を舞台をした児童小説。

## 備考
- 当市の電話局エリアは全域で、東松山MA。
  - 収容局は東松山第二局、高坂局（都幾川以南）、冑山局（市ノ川以北）
- 愛知県豊橋市と愛知県瀬戸市に、それぞれ「東松山町」という町名が存在する。いずれも、当市とは無関係。